# Richard Löwenherz

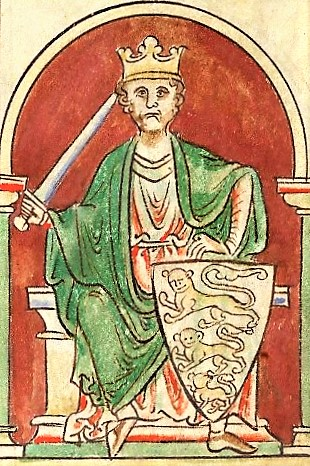
Richard Löwenherz auf seinem Thron, in den Händen ein Schwert und einen Schild mit seinem persönlichen Löwenwappen haltend, das später zum Wappen Englands wurde; Buchmalerei in der Abbreviatio Chronicorum des Matthew Paris; Handschrift London, British Library, Cotton MS Claudius D VI, fol. 9v (1250–1259)

Richard Löwenherz (französisch Richard Cœur de Lion, englisch Richard the Lionheart; * 8. September 1157 in Oxford; † 6. April 1199 in Châlus) war von 1189 bis zu seinem Tod als Richard I. König von England.
Richards Lebensjahre bis zu seinem Regierungsantritt waren von Konflikten mit seinem Vater Heinrich II. und mit seinen Brüdern um das Erbe überschattet. Erst durch den Tod seines älteren Bruders Heinrich und ein Bündnis mit dem französischen König Philipp II. konnte er sich den englischen Königsthron sichern. Sein ererbter Herrschaftskomplex, das „angevinische Reich“, umfasste neben England die Normandie und weite Teile Westfrankreichs. Als Herrscher musste Richard ein wirtschaftlich und kulturell sehr heterogenes Konglomerat unterschiedlicher Territorien zusammenhalten. Während seiner Regierungszeit hielt er sich insgesamt nur sechs Monate in England auf.
Auf einem gemeinsam mit Philipp unternommenen Kreuzzug, der heute als Dritter Kreuzzug gezählt wird, eroberte Richard 1191 Zypern. Dann setzte er ins Heilige Land über, wo er erfolgreich die bereits zwei Jahre andauernde Belagerung Akkons beendete. Das eigentliche Ziel des Unternehmens, die Rückeroberung Jerusalems, konnte jedoch nicht erreicht werden. Noch auf dem Kreuzzug kam es zwischen Richard und dem französischen König zum Zerwürfnis. Während seiner Rückkehr auf dem Landweg wurde Richard 1192 vom österreichischen Herzog Leopold V., mit dem er sich gleichfalls überworfen hatte, festgesetzt und Kaiser Heinrich VI. übergeben. Damit rächte sich Leopold für eine Verletzung der Ehre (honor), die ihm der englische König während des Kreuzzugs zugefügt hatte. Rund 14 Monate verbrachte Richard in der Region am Oberrhein in Gefangenschaft. Der französische König nutzte dies aus und eroberte eine Reihe von Burgen und Gebieten. Für Richards Freilassung musste aus dem ganzen angevinischen Reich die enorme Summe von 100.000 Mark Silber durch Besitzverkauf und besondere Besteuerung beschafft werden. Den Ertrag verwendete Heinrich VI. vor allem zur Finanzierung der Eroberung Siziliens. Nach seiner Freilassung versuchte Richard, die von Philipp II. besetzten Gebiete zurückzuerobern. Er starb kinderlos bereits am 6. April 1199 bei der Belagerung der Burg Châlus-Chabrol bei Limoges.
Richards Bild als idealer Ritter und tatkräftiger König ist bis in die Gegenwart in Literatur, Musik und darstellender Kunst legendenhaft verklärt worden. Die zeitgenössische Legendenbildung wurde vor allem vom Dritten Kreuzzug inspiriert. Im 16. Jahrhundert wurde dieser Stoff mit den Geschichten um den englischen Dieb Robin Hood verwoben. Zu einer völlig anderen Einschätzung gelangten die Historiker im protestantischen Großbritannien ab dem 18. Jahrhundert; für sie war Richard ein verantwortungsloser und egoistischer Monarch, der das Inselreich vernachlässigt habe. In der breiteren Öffentlichkeit hingegen galt er ab dem 19. Jahrhundert als ein Symbol nationaler Größe. Die neuere Forschung bemüht sich um ein differenzierteres Bild, wobei die Tendenz zu einer positiven Einschätzung überwiegt.

## Leben

### Herkunft und Jugend

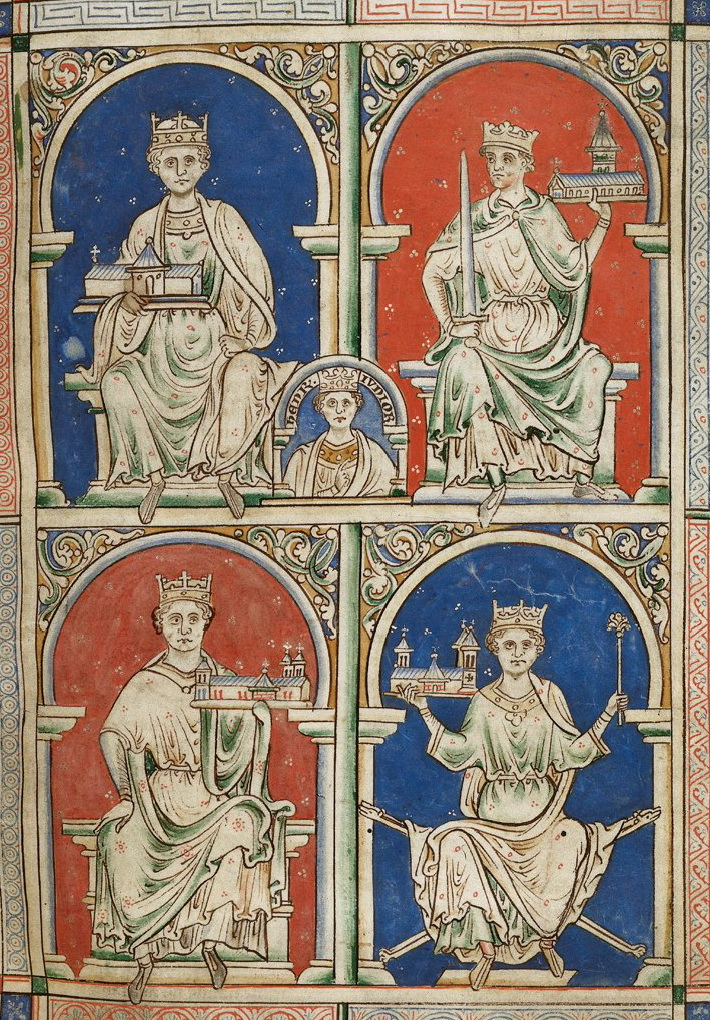
Das Geschlecht der Plantagenets: Heinrich II. (oben links), Richard I. (oben rechts), Heinrich III. (unten links), Johann Ohneland (unten rechts), Heinrich der Jüngere (Mitte). Buchmalerei in der Historia Anglorum des Matthew Paris. Handschrift London, British Library, Royal MS 14 C VII, fol. 9r (1250–1259).

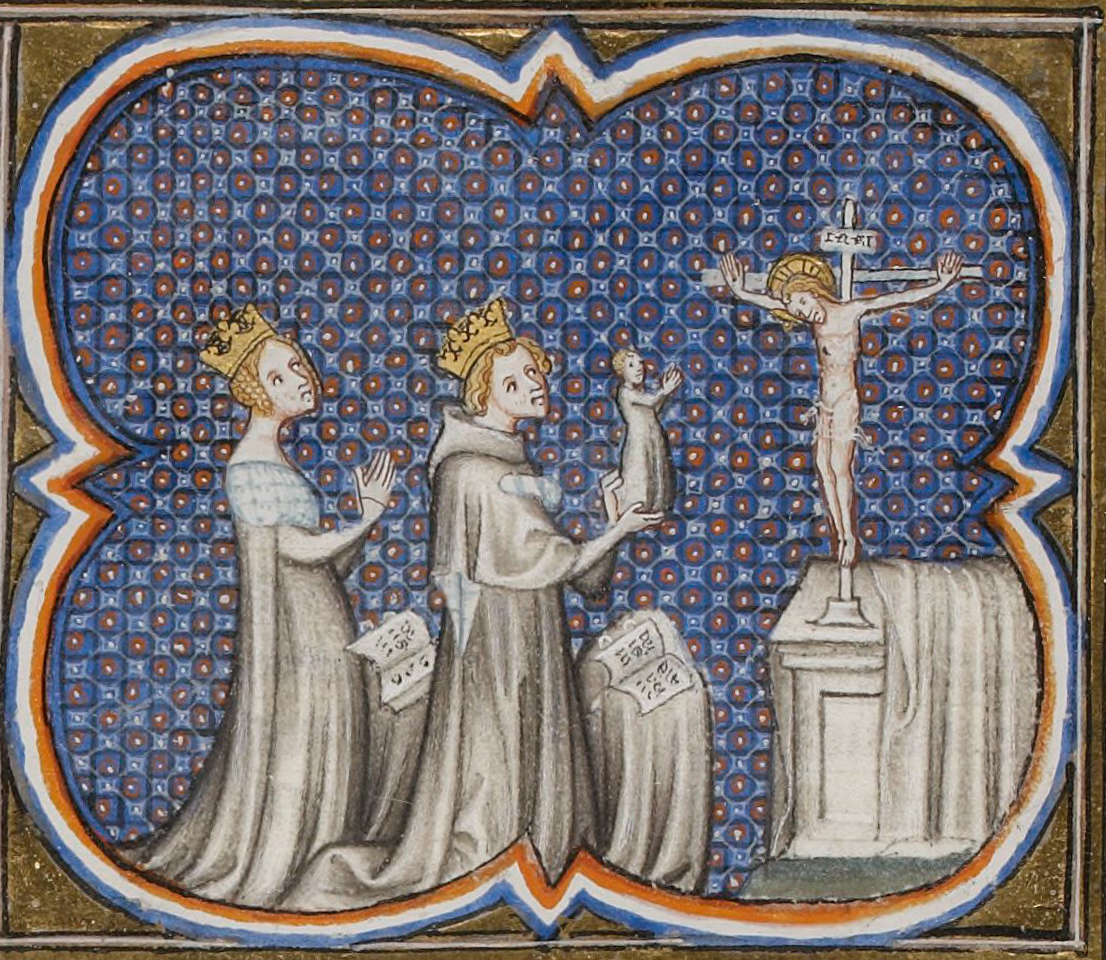
Richards Mutter Eleonore von Aquitanien beim Gebet. Grandes Chroniques de France, Handschrift Paris, Bibliothèque nationale de France, Ms. fr. 2813, fol. 223r (14. Jahrhundert)

Richard Löwenherz entstammte dem adligen Geschlecht der Plantagenets. Dieser Name wurde jedoch als Dynastiebezeichnung erst ab dem 15. Jahrhundert verwendet, erstmals 1460 durch Herzog Richard von York. Er geht auf König Richards Großvater Gottfried V. zurück, der Graf von Anjou, Tours und Maine war. Der Legende nach trug er einen Ginsterbusch (planta genista) als Helmzier oder pflanzte in seinen Ländereien Ginsterbüsche zum Sichtschutz bei der Jagd.
Der englische König Heinrich I. starb 1135 ohne männliche Erben. Daher sollte ihm seine Tochter Mathilde auf den Thron folgen. Gegen sie und ihren Ehemann Gottfried V. formierte sich aber eine Opposition, die Stefan von Blois zum König erhob. Der Konflikt führte zu einem Bürgerkrieg. In dieser angespannten Lage wurde am 5. März 1135 der spätere König Heinrich II. als Sohn Mathildes und Gottfrieds geboren. Er hatte durch seine Eltern nicht nur Anspruch auf das Herzogtum Normandie und die Grafschaft Anjou, sondern auch auf den englischen Thron. Im Mai 1152 heiratete er Eleonore von Aquitanien. Sie hatte von ihrem Vater Wilhelm X. das reiche südwestfranzösische Herzogtum Aquitanien geerbt. Eleonore hatte im Juli 1137 den Sohn des französischen Königs geheiratet und war dadurch zur Königin von Frankreich gekrönt worden. Sie trennte sich 1152 mit kirchlicher Billigung von ihrem königlichen Ehemann Ludwig VII. Durch die Heirat mit Eleonore wurde Richards Vater Heinrich zu einem der mächtigsten Fürsten in Europa und zum größten Rivalen des französischen Königs. Im Mai 1153 wurde der Bürgerkrieg mit dem Vertrag von Winchester beendet. Der gesundheitlich geschwächte Stefan von Blois blieb König bis zu seinem Lebensende, akzeptierte aber Mathildes Sohn, den späteren Heinrich II., als Nachfolger.
Nach dem Tod Stefans im Oktober 1154 wurde Heinrich zwei Monate später zum englischen König gewählt. Er ließ sich in Westminster mit Eleonore krönen. Aus der Ehe gingen fünf Söhne (Wilhelm, Heinrich, Richard, Gottfried und Johann) und drei Töchter (Eleonore, Johanna und Mathilde) hervor. Als drittgeborener Sohn war Richard zunächst nicht für die Thronfolge vorgesehen. Heinrich II. übertrug die Erziehung seiner Söhne seinem Kanzler Thomas Becket, an dessen Hof die Kinder von verschiedenen kultivierten Geistlichen unterrichtet wurden. So wurde Richard gründlich in der lateinischen Sprache ausgebildet. Heinrich versuchte, durch Heiratsbündnisse Einfluss auf den südfranzösischen Raum zu nehmen. Für Richard wurde 1159 eine Verlobung mit der Tochter von Raimund Berengar IV., Graf von Barcelona beschlossen. Dadurch wollte Heinrich einen Bündnispartner gegen die Grafschaft Toulouse gewinnen. Die geplante Ehe kam jedoch nicht zustande, da Raimund 1162 überraschend starb. Richard hielt sich in der Umgebung seiner Mutter auf. Er reiste im Mai 1165 mit ihr in die Normandie. Über seine weitere Ausbildung und auch über seine Aufenthaltsorte sind bis 1170 keinerlei Angaben überliefert. Mit seiner Mutter war er 1171 im Süden Frankreichs unterwegs. Dabei lernte er die Sprache und Musik Aquitaniens kennen. Sein Vater verlieh ihm bereits in frühen Jahren die Grafschaft Poitou und übertrug ihm die Verwaltung des Herzogtums Aquitanien.

### Kampf um die Thronfolge und Krönung

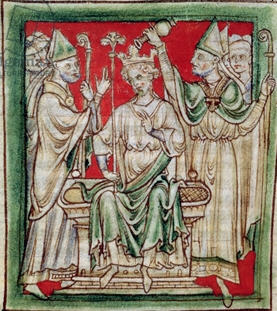
Richards Krönung in den Flores Historiarum des Matthew Paris. Handschrift Manchester, Chetham’s Library, ms. 6712 (A.6.89), fol.141r (Mitte 13. bis Anfang 14. Jahrhundert)

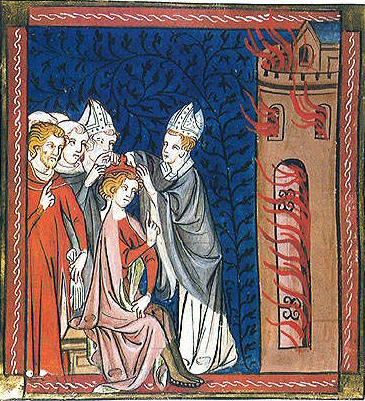
Richard wird vor der brennenden Stadt Gisors gekrönt. Grandes chroniques de France, London, British Library, Royal MS 16 G VI, fol. 347v (1332/1350)

Heinrich II. entschloss sich, das angevinische Reich als ungeteiltes Erbe weiterzugeben. Er sah seinen ältesten überlebenden Sohn Heinrich – Wilhelm war schon 1156 gestorben – als Nachfolger in der Königswürde vor. Im Januar 1169 traf er in Montmirail zu Friedensverhandlungen mit dem französischen König Ludwig VII. zusammen. Dort erneuerte er am 6. Januar 1169 die Lehenshuldigung für den Festlandbesitz und ließ zugleich seine Söhne Heinrich und Richard als Erben der französischen Lehen von Ludwig anerkennen. Der älteste Sohn Heinrich leistete Ludwig den Lehenseid für die Normandie, Anjou und Maine, Richard für Aquitanien. Gottfried wurde als Herzog der Bretagne bestätigt und erhielt die Grafschaft Mortain. Johann blieb zunächst ohne Ausstattung. Mit 14 Jahren wurde Richard volljährig.
Bereits im Juni 1170 ließ Heinrich seinen gleichnamigen Sohn zum Mitkönig krönen. Im Juni 1172 wurde Richard im Alter von 14 Jahren in der Abtei St. Hilaire in Poitiers feierlich als Herzog von Aquitanien investiert. Heinrich versprach im Frühjahr 1173 seinem jüngsten Sohn Johann die Burgen von Chinon, Loudun und Mirebeau in der Normandie. Heinrich der Jüngere fasste dies als Beeinträchtigung seiner Rechte auf. Dies war der Anlass einer Revolte der Königssöhne gegen ihren Vater. Wegen des jugendlichen Alters der Prinzen Richard und Gottfried ist anzunehmen, dass sie unter dem Einfluss ihrer Mutter Eleonore handelten. Als eigene Motive der beiden kommen ein ausgeprägter Machtwille und die Einschränkung ihrer Rechte im Herzogtum Aquitanien in Betracht. Richard belagerte im Frühjahr und Sommer 1174 königstreue Städte wie La Rochelle, doch im September 1174 musste er gegenüber seinem Vater kapitulieren. Am 29. September 1174 kam es in Montlouis bei Tours zu einem Ausgleich. Richard erhielt die Hälfte der Einnahmen von Aquitanien und zwei Residenzen. Die Söhne hatten eigenes Einkommen und Ländereien, blieben jedoch weiterhin ohne Einfluss auf die Politik ihres königlichen Vaters. Ebenfalls 1174 wurde Richards Heirat mit Alice, der wohl 1170 geborenen Schwester Philipps II. von Frankreich, vereinbart. Sie wurde an den Hof Heinrichs II. geschickt und sollte dort auf ihre Rolle als spätere Gemahlin Richards vorbereitet werden. Den jüngsten Sohn Johann wollte der König mit Aquitanien versorgen, doch weigerte sich Richard, das Herzogtum seinem Bruder zu überlassen.
Als Herzog von Aquitanien fiel ihm die Aufgabe zu, gegen die dort opponierenden Adligen vorzugehen. Dabei lag der Schwerpunkt auf der Belagerung und Zerstörung einer Vielzahl von Burgen. In der einzigen Feldschlacht besiegte er Ende Mai 1176 Vulgrin von Aimar. Bis Ende 1176 konnte er unter anderem Aixe und Molineuf einnehmen. Im Januar 1177 eroberte er Dax und Bayonne. Doch bereits 1178 brachen neue Revolten aus. Im Mai 1179 nahm Richard die als uneinnehmbar geltende Festung Taillebourg ein. Vor allem dadurch erwarb er sich einen Ruf als brillanter Kriegsherr. Mit der Einnahme der Festung Taillebourg erreichte Richard, dass die Opponenten zeitweise ihren Widerstand einstellten. Nach Dieter Berg beschränkte sich Richard auf militärische Aktionen gegen aufständische Barone und unterließ es, eine politische Lösung zu suchen. Die Quellen geben keine Hinweise, dass Richard unter den Großen seiner Territorien eine Klientel von herzogstreuen Gefolgsleuten aufbaute. Ebenfalls nahm er keine Reformen im Bereich des Verwaltungs- und Rechtswesens vor. Von Sommer 1179 bis Sommer 1181 ist über die Aufenthalte Richards nichts bekannt. Im Mai 1182 fanden in Anwesenheit Heinrichs II. Verhandlungen in Grandmont in La Marche statt. Bei den Grafen in Aquitanien war Richard als Herzog wegen seines brutalen Vorgehens und seiner ständigen Rechtsverstöße verhasst. Die persönlichen Verfehlungen Richards griffen auch englische Chronisten auf. Nach Roger von Howden machte Richard die Frauen, Töchter und Verwandten der Unterworfenen zu seinen Konkubinen. Nach Befriedigung seiner Lust habe er sie dann an seine Soldaten weiter gegeben. Die militärischen Auseinandersetzungen wurden in der Folgezeit fortgesetzt.
Nach dem Tod des ältesten Sohnes Heinrich im Juni 1183 war die Thronfolge wieder völlig offen. Bei einer Einigung Heinrichs II. mit Richard im Jahr 1185 blieb Johann weiterhin „ohne Land“. Ein Jahr darauf starb Gottfried bei einem Turnier in Paris. Heinrich II. weigerte sich jedoch, Richard als alleinigen Erben anzuerkennen, und forderte weiterhin von ihm, Aquitanien für Johann Ohneland aufzugeben.
Um eine Enterbung zugunsten seines Bruders Johann abzuwenden, verbündete Richard sich mit dem französischen König und besuchte Philipp II. im Juni 1187 in Paris. Der Kapetinger speiste nicht nur mit Richard aus der gleichen Schüssel, sondern beide teilten auch das Bett. Das gemeinsame Essen und Schlafen in einem Bett waren in der Kultur des hochmittelalterlichen Adels geläufige Rituale, mit denen Freundschaft und Vertrauen visualisiert wurde. Die demonstrativ inszenierte Nähe wurde im 20. Jahrhundert als Zeichen für Homosexualität gedeutet. Solche Verhaltensweisen werden jedoch in der neueren Forschung als demonstrative Gesten der Verbundenheit und des Vertrauens gewertet. Mit dem Bündnis versuchte Richard, Druck auf seinen Vater aufzubauen, ihn als Erben anzuerkennen. Er konnte seine Hoffnungen auf das angevinische Erbe weniger durch seinen Vater als durch den Kapetinger verwirklichen. Am 18. November 1188 leistete Richard demonstrativ das homagium für die Normandie und Aquitanien. Der französische König forderte von Heinrich, dass dieser die Großen Englands sowie die der Festlandsbesitzungen veranlassen sollte, Richard als Erben den Lehnseid zu schwören. Heinrich weigerte sich, Richard endgültig als Erben seines Reiches anzuerkennen. Es kam zum offenen Konflikt. Am 4. Juli 1189 musste Heinrich im Vertrag von Azay-le-Rideau das Homagium für seine Festlandsbesitzungen leisten, eine feste Zusage für die Ehe zwischen Richard und Alice nach dem Kreuzzug geben, zu dem er sich Ende 1187 verpflichtet hatte, und Richard als alleinigen Erben anerkennen. Außerdem musste er 20.000 Mark als Entschädigungszahlung leisten. Zwei Tage später starb Richards Vater in Chinon. Am 20. Juli 1189 konnte Richard in Rouen offiziell die Herrschaft der Normandie antreten. Bei einem Treffen mit dem französischen König zwischen Chaumont-en-Vexin und Trier erkannte er den Friedensvertrag von Colombières vom 4. Juli 1189 an. Er erklärte sich auch zu zusätzlichen Kriegsentschädigungen und zur baldigen Hochzeit mit Alice bereit.
Richard versicherte sich der Loyalität wichtiger Barone, darunter der Ritter Maurice von Craon und Wilhelm Marshal. Für seine Krönung kam er für vier Monate nach England. Am 13. August 1189 traf er in Portsmouth ein. Sein Ansehen versuchte er zunächst durch einen großen Triumphzug durch England aufzubessern. Am 3. September 1189 wurde Richard in Westminster in einer aufwändigen Zeremonie von Erzbischof Balduin von Canterbury gesalbt und daraufhin gekrönt. Beim anschließenden Festbankett übernahmen die Grafen und Barone Aufgaben entsprechend ihren Hofämtern. Bürger aus London und Winchester dienten im Keller und in der Küche. Nahezu alle Großen des angevinischen Reiches waren zur Krönung erschienen. Im Zusammenhang mit der Krönung kam es zu Judenverfolgungen, die später wegen unzulänglicher Strafmaßnahmen zu Pogromen eskalierten, nachdem der König ins Heilige Land aufgebrochen war.

### Dritter Kreuzzug
Nach der Niederlage des Königs von Jerusalem, Guido von Lusignan, gegen Saladin am 4. Juli 1187 in der Schlacht bei Hattin und der Einnahme Jerusalems am 2. Oktober 1187 rief Papst Gregor VIII. am 29. Oktober 1187 zum Kreuzzug auf. Richard verpflichtete sich im November 1187 zur Kreuzzugsteilnahme. Er war persönlich von der Kreuzzugsbewegung ergriffen. Seine Mutter hatte 1147 bis 1149 am Zweiten Kreuzzug teilgenommen. Außerdem war Guido von Lusignan für seinen angevinischen Besitz ein Lehensmann Richards. Das erste Heer war im Mai 1187 unter Führung Kaisers Friedrichs I. Barbarossa aufgebrochen. Bei der Überquerung des Flusses Göksu ertrank Friedrich am 10. Juni 1190. Der Großteil seines Heeres kehrte daraufhin in die Heimat zurück. Die verbliebenen Kreuzfahrer wurden vom Sohn des verstorbenen Kaisers, Friedrich von Schwaben, angeführt. Dieser erlag jedoch am 20. Januar 1191 einer Krankheit. Ranghöchster Kreuzfahrer war fortan der österreichische Herzog Leopold V. Die beiden anderen Hauptheere sollten dann von König Philipp II. von Frankreich und Richard Löwenherz angeführt werden. Lange vor dem Eintreffen der beiden westeuropäischen Monarchen war Leopold an der Belagerung Akkons beteiligt. Er verfügte aber nur über geringe Ressourcen und konnte damit kaum etwas durchsetzen.

#### Vorbereitungen
Nach der Krönung Richards zum englischen König hatte der Kreuzzug oberste Priorität. Für dessen Durchführung waren vor allem die Sicherung der Herrschaft während seiner Abwesenheit und die Finanzierung des Unternehmens entscheidend. Zeitgenössische Chronisten klagten, dass für den König alles verkäuflich sei – Ämter, Baronien, Grafschaften, Sheriffbezirke, Burgen, Städte, Ländereien. Nach Dieter Berg setzte Richard bei der Ämtervergabe vorrangig auf Kontinuität. Bei der Besetzung der Spitzenämter wurden vor allem erfahrene Funktionsträger seines Vaters berücksichtigt. Neben Wilhelm Longchamp, einem Vertrauten Richards, wurde mit Hugo du Puiset ein erfahrener Gefolgsmann Heinrichs als chief justiciar eingesetzt. Richard Fitz Neal behielt sein Amt des treasurers. Die Kontinuität setzte sich auch im Bereich der earldoms fort. Neu ernannt wurden lediglich der Königsbruder Johann für Gloucester, Roger Bigod für Norfolk und Hugo du Puiset für Northumberland sowie König Wilhelm von Schottland für Huntingdon.
Innerhalb weniger Monate konnte Richard im englischen regnum enorme Geldsummen und Transportschiffe für den Kreuzzug beschaffen. Im Abrechnungsjahr 1190, dem Jahr der Vorbereitung auf den Kreuzzug, wurde eine erhebliche Steigerung der Einnahmen des Schatzamts festgestellt. Wichtige Barone konnten sich gegen Gebühren von ihrem Kreuzzugsgelübde lösen. Dazu kamen einmalige Zahlungen von Baronen bei Heirat oder Erbschaft und Sonderzahlungen der englischen Judenschaft für den königlichen Judenschutz. Nach dem Chronisten Richard von Devizes hätte Richard sogar London für den Kreuzzug verkauft, wenn er dafür einen Käufer gefunden hätte. Die Flotte konnte er zunächst durch Aktivitäten bei den Cinque Ports, Shoreham und Southampton auf 45 Schiffe ausbauen und dann durch Kauf bzw. Miete auf über 200 erweitern.
Parallel zu den Kreuzzugsvorbereitungen verfolgte Richard eine eheliche Verbindung mit Berengaria von Navarra. Das angestrebte Ehebündnis war Bestandteil seiner aquitanischen Politik. Wohl schon 1188 hatte er Kontakte zum Königshof von Navarra aufgenommen. Die Ehe mit Berengaria entsprach seinen außenpolitischen Zielen besser als die Verbindung mit der kapetingischen Prinzessin Alice. Die angestrebte Heirat mit Berengaria sollte vielleicht auch für einen Nachkommen sorgen und dadurch die Regelung der Nachfolge angesichts des gefährlichen Kreuzzugsunternehmens gewährleisten. Mit Berengarias Vater Sancho VI. von Navarra wurde auch der letzte iberische Monarch, dessen Territorien an den angevinischen Besitz angrenzten, an Richard gebunden. Zu Alfons II. von Aragón hatte Richard bereits seit einiger Zeit gute Kontakte aufgebaut, zum kastilischen Hof hatte er durch die Heirat seiner Schwester Eleonore mit Alfons VIII. verwandtschaftliche Beziehungen. Mit der Pflege der Beziehungen zu den iberischen Herrschern wollte Richard auch möglichen Angriffen von deren Seite auf das aquitanische Herzogtum vorbeugen.

#### Reise

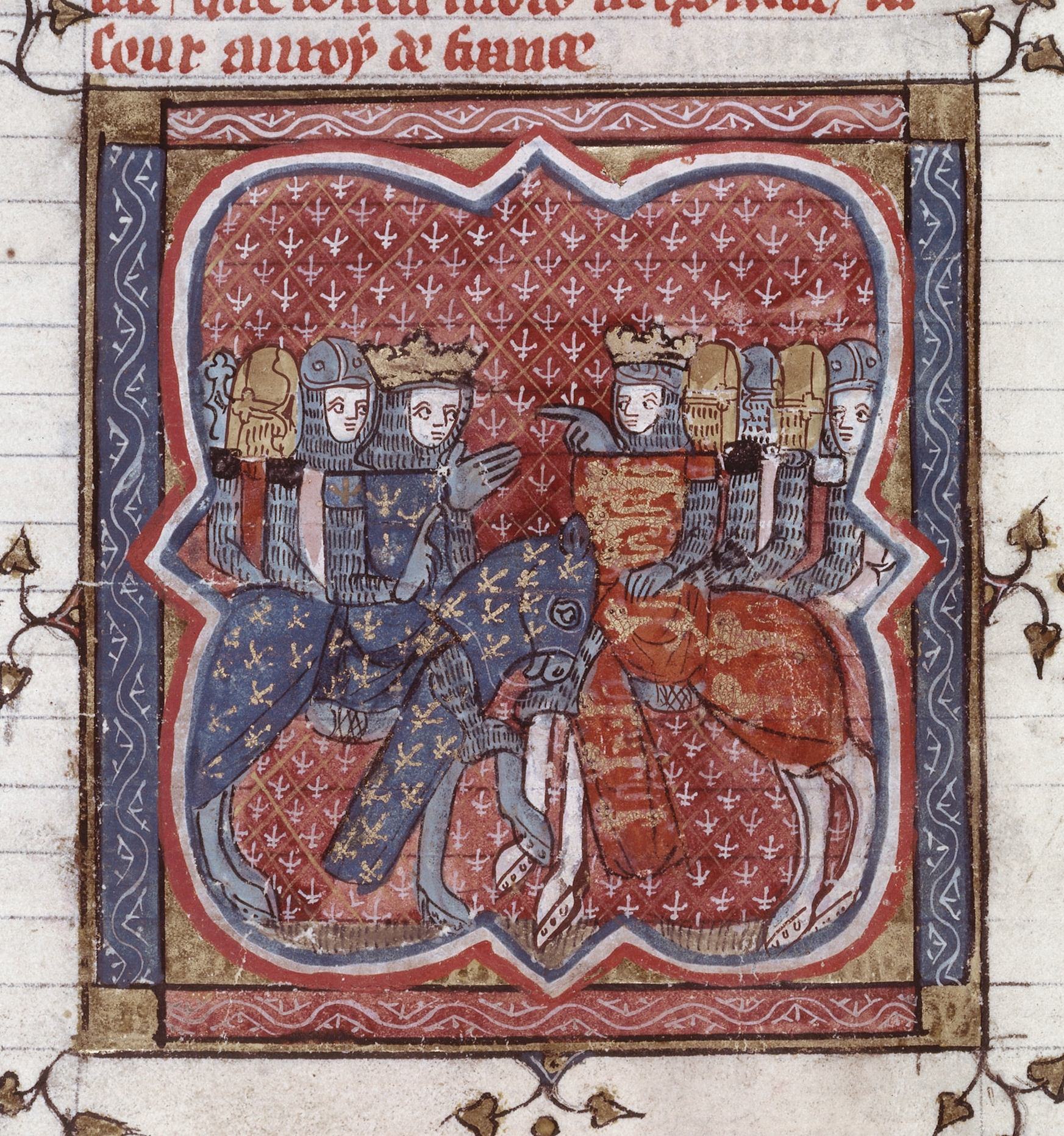
Philipp II. Augustus und Richard Löwenherz auf dem Dritten Kreuzzug. Buchmalerei in der Historie de la Terre d’Outremer Wilhelms von Tyrus. Handschrift Paris, Bibliothèque nationale de France, Ms. fr. 24209, fol. 272v (13./14. Jahrhundert)

Am 30. Dezember 1189 und am 16. März 1190 traf Richard zu Gesprächen mit dem französischen König in Nonancourt bzw. Dreux zusammen. Die beiden Herrscher verpflichteten sich eidlich, keinen Krieg zu führen, bis sie sich nach der Rückkehr vom Kreuzzug vierzig Tage friedlich in ihren Reichen aufgehalten hätten. Falls einer von ihnen während des Unternehmens ums Leben kommen sollte, war geplant, dass der andere die Kriegskasse und die Truppen des Verstorbenen übernimmt. Am 4. Juli 1190 brachen die Könige in Vézelay zusammen auf, weil keiner dem anderen soweit vertraute, dass er vor ihm aufbrechen wollte. Aufgrund der Versorgungslage konnten die beiden Heere jedoch nicht gemeinsam ziehen.
Richard traf am 23. September 1190 auf Sizilien ein. Seine Einfahrt in den Hafen Messina inszenierte er als ein feierliches Ereignis, während der Ankunft des französischen Königs eine Woche vorher kaum jemand größere Beachtung geschenkt hatte. Auf Sizilien überwinterte er. Dort waren, nachdem König Wilhelm II. von Sizilien, ein Schwager Richards, kinderlos gestorben war, Nachfolgekämpfe ausgebrochen. Die Großen hatten Tankred von Lecce erhoben, der aus dem Geschlecht der normannischen Könige von Sizilien stammte, aber von unehelicher Geburt war. Am 18. Januar 1190 wurde er von Erzbischof Walter von Palermo zum König gekrönt. Tankred hatte Richards Schwester Johanna, die Witwe Wilhelms II., inhaftiert und ihr das Wittum verweigert. Zwischen den englischen und französischen Kreuzfahrern und der einheimischen Bevölkerung kam es zu Konflikten. Richard eroberte daraufhin Messina. Unter dem Eindruck dieses Ereignisses ließ Tankred Johanna umgehend frei und schlug dem englischen König 20.000 Unzen Gold als Kompensation für das Wittum vor. Außerdem bot er an, eine seiner Töchter mit Richards Neffen Arthur von der Bretagne zu verheiraten und eine Mitgift von 20.000 Unzen Gold zu zahlen. Richard erklärte sich wohl im Oktober 1190 bereit, Tankreds Königtum zu unterstützen.
Für den Fall eigener Kinderlosigkeit setzte Richard im Oktober 1190 in Messina seinen Neffen Arthur von der Bretagne als Erben ein. Der dreijährige Arthur war damit auch als potentieller Thronfolger in England vorgesehen. Verlierer dieser Regelung war Richards Bruder Johann, der sich bei Kinderlosigkeit Richards als Alleinerbe und damit Thronerbe in England ansah. Johann nutzte nach Bekanntwerden dieser Abmachungen Richards Abwesenheit zum Versuch, auf der Insel seine eigenen Thronansprüche durchzusetzen.
Richard hatte parallel zu seinen Kreuzzugsvorbereitungen seine Mutter Eleonore in das Königreich Navarra geschickt, um dort sein Heiratsprojekt voranzutreiben. Dem französischen König erklärte er, dass er Alice nicht heiraten könne. Sein Vater Heinrich II. sei für seine außerehelichen Affären bekannt. Alice sei Heinrichs Geliebte gewesen und habe von ihm einen Sohn. Das Kirchenrecht erlaube ihm nicht, eine Frau zu heiraten, die mit seinem eigenen Vater Verkehr gehabt habe. Diese Beschuldigung stellte für den Kapetinger eine große Erniedrigung dar. Richard zahlte Philipp für die Auflösung des Eheversprechens 10.000 Mark Silber. Eilig verließ der französische König Messina am 30. März 1191 mit dem Ziel Outremer, nur wenige Stunden vor der Ankunft Eleonores und Berengarias – sonst hätte er womöglich an der Hochzeit teilnehmen müssen. Philipp kam am 20. April 1191 in Akkon an. Die Fastenzeit verhinderte jedoch eine Heirat in Sizilien. Am 10. April 1191 verließ Richard Messina mit einer Flotte von mehr als 200 Schiffen. Einige Schiffe kamen durch einen heftigen Sturm vom Kurs ab und strandeten an der Küste Zyperns, darunter auch das Schiff von Johanna und Berengaria. Dort wurden sie von den Zyprioten entwaffnet und unter Bewachung gestellt.

#### Eroberung Zyperns und Heirat mit Berengaria von Navarra

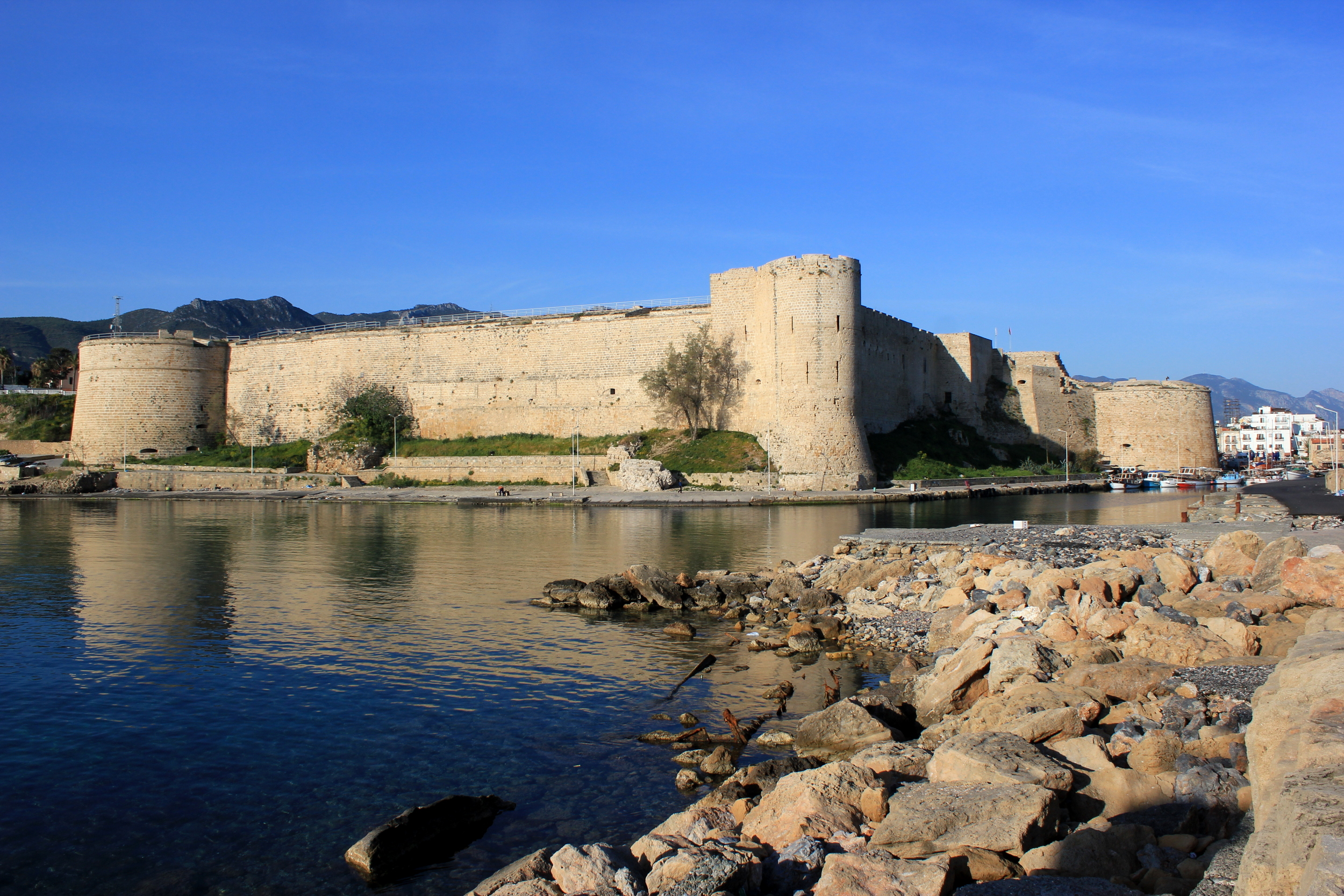
Während der Eroberung Zyperns wurde in der Festung Kyrenia die Tochter des Isaak Komnenos gefangen genommen.

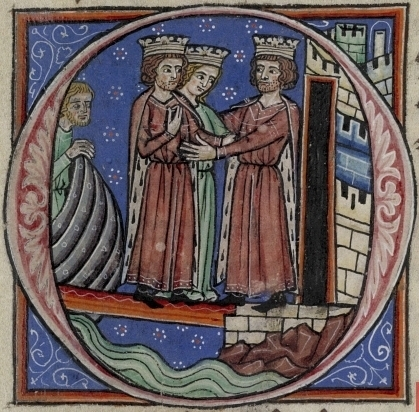
Philipp II. empfängt Richard und dessen Schwester Johanna. Buchmalerei in der Historie d’Outremer des Wilhelm von Tyrus. Handschrift London, British Library, Yates Thompson MS 12, fol. 188v (13. Jahrhundert)

Im April 1191 wandte sich Richard gegen Zypern, wo sich vor sechs Jahren ein Spross der 1185 in Byzanz gestürzten Komnenendynastie, Isaak Komnenos, als Kaiser unabhängig gemacht hatte. Binnen eines Monats konnte Richard die Insel erobern und Isaak gefangen nehmen. Er nahm dabei Rücksicht auf den Rang des Gefangenen, denn die Haft in Ketten galt als besondere Demütigung. Nach verschiedenen Quellen hatte sich Isaak nur unter der Bedingung ergeben, dass ihm keine eisernen Ketten angelegt würden. Richard hielt sich daran und legte ihm silberne statt der üblichen eisernen Ketten an. Über den Anlass der Eroberung Zyperns herrscht in der Forschung keine Einigkeit. Nach einer älteren Forschungsmeinung war die Eroberung eine Folge zufälliger Ereignisse. Nach John Gillingham hingegen verfolgte Richard mit der Einnahme Zyperns einen spätestens im Winter 1190/91 gefassten strategischen Plan. Richard habe die Absicht verfolgt, die gefährdete Position der Kreuzfahrer im Heiligen Land durch eine ungefährdete rückwärtige Basis abzusichern. Gemäß Dieter Berg wollten die Kreuzfahrer einfach Beute machen und sich ein strategisch wichtiges Territorium sichern. Oliver Schmitt zufolge lässt sich die These von einem vorher gefassten Plan in den Quellen nicht nachweisen. Laut Michael Markowski ging es Richard weniger um langfristige strategische Ziele, sondern vor allem um die Herausstellung der eigenen Person als Idealtyp des abendländischen Ritters.
In Limassol heiratete Richard am 12. Mai 1191 seine Verlobte Berengaria von Navarra. Als Königin hatte Berengaria für die weitere Herrschaftszeit Richards keine besondere Bedeutung. Anfang Juni 1191 verließ Richard Zypern. Auf der Insel ließ er nur ein sehr kleines Aufgebot zurück. Mit Richard von Camville und Robert von Turnham hatte er dort zwei seiner Befehlshaber als Gouverneure eingesetzt. Wenige Wochen später wurde Zypern für 100.000 Golddinare an den Templerorden verkauft. Richards Eroberung war folgenreich, denn Zypern blieb für fast vier Jahrhunderte unter lateinischer Herrschaft.

#### Verlauf des Kreuzzuges im Heiligen Land

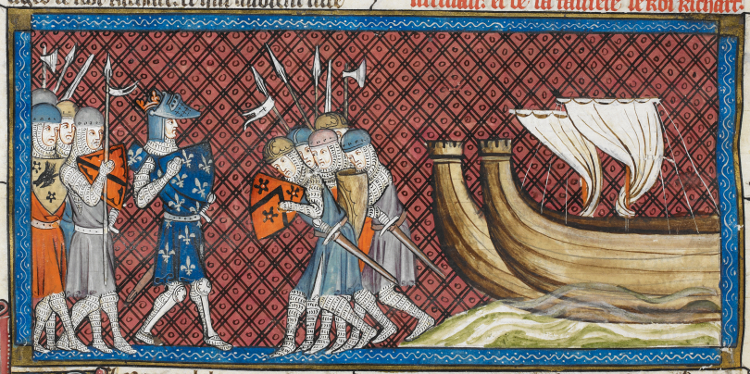
Der französische König erreicht das Heilige Land. Grandes Chroniques de France. Handschrift London, British Library, Royal MS 16 G VI, fol. 350v (1332/1350)

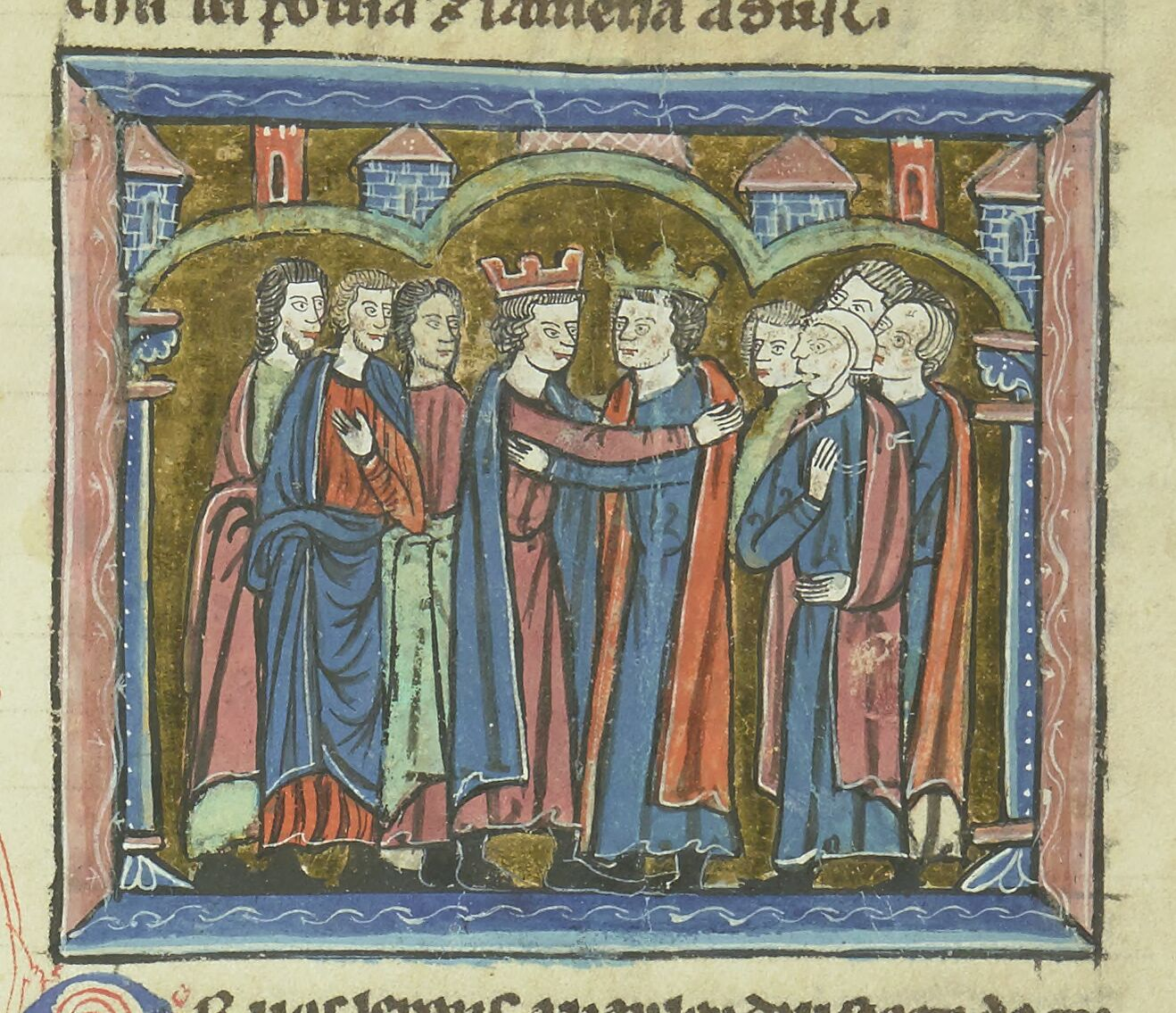
Begegnung Richards mit Philipp II. auf dem Kreuzzug. Wilhelm von Tyrus, L’Estoire d’outremer. Handschrift Paris, Bibliothèque nationale de France, Ms. fr. 2827, fol. 234r (13. Jahrhundert)

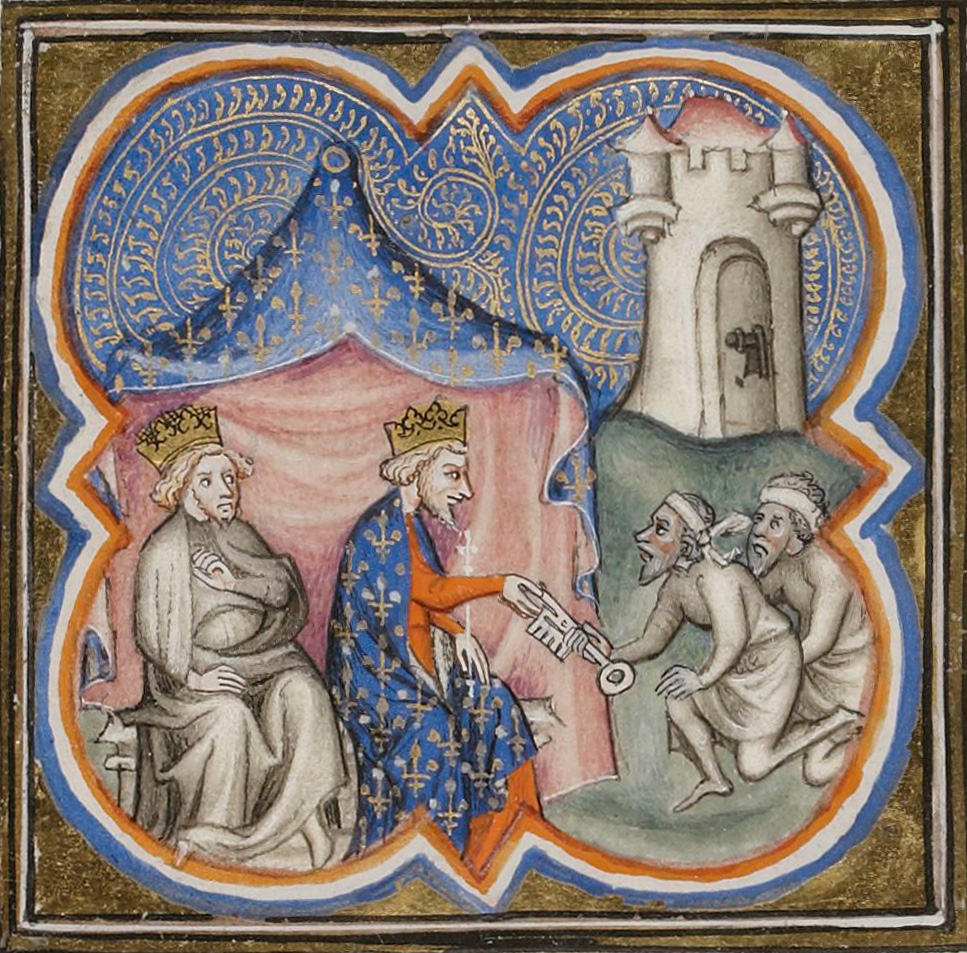
Akkon kapituliert vor Philipp und Richard. Grandes Chroniques de France. Handschrift Paris, Bibliothèque nationale de France, Ms. fr. 2813, fol. 238v (14. Jahrhundert)

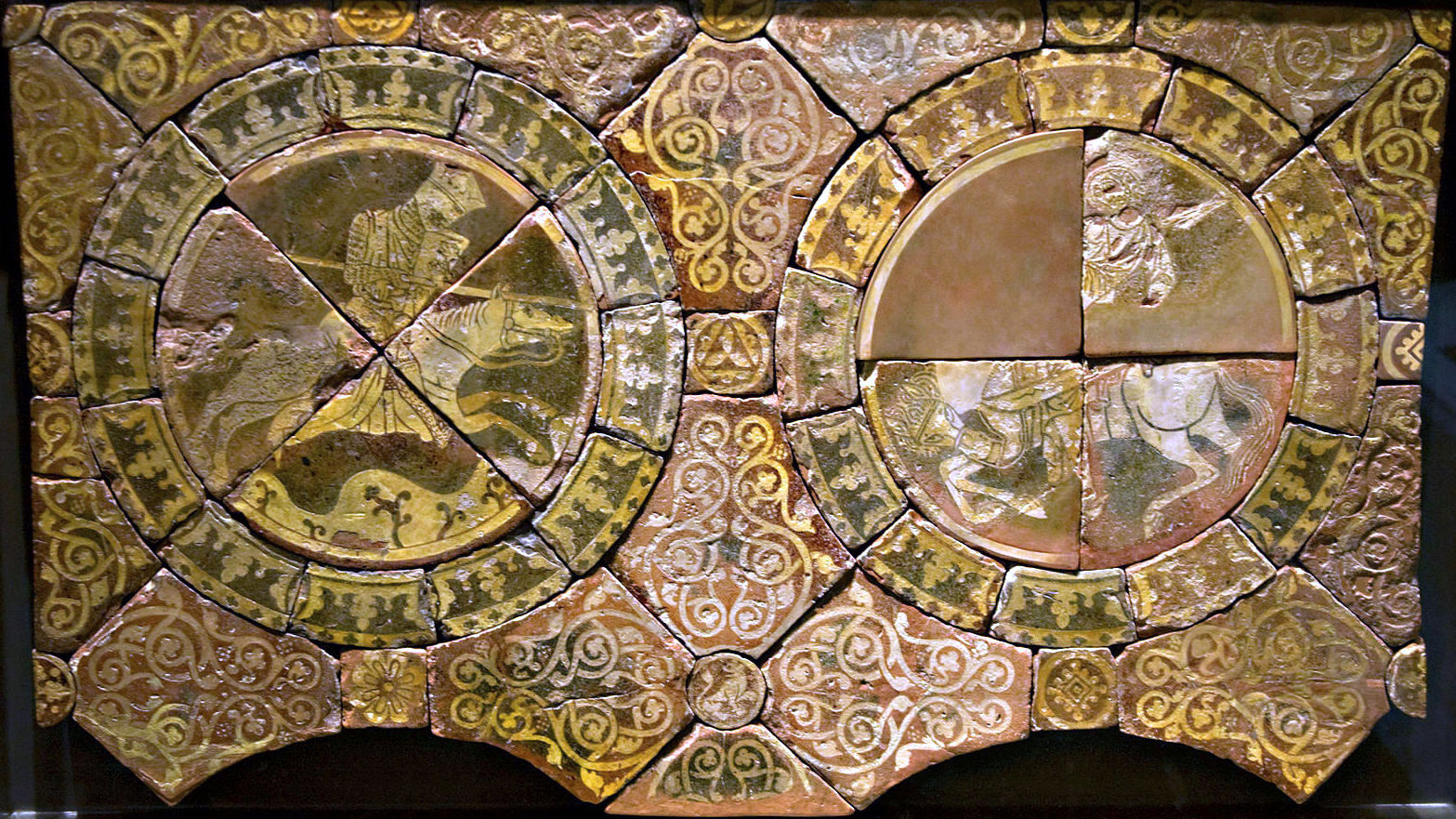
Fliesenensemble, ursprünglich aus Chertsey Abbey. Die zwei kämpfenden Reiter werden als Richard Löwenherz und ein arabischer Emir (Sultan Saladin?) interpretiert. Zweite Hälfte des 13. Jahrhunderts. British Museum 1885,1113.9051-60 und 9065-70.

Die Beute aus Zypern nutzte Richard, um seinen Feldzug im Heiligen Land zu verlängern. Am 8. Juni 1191 traf seine Flotte vor der von den Kreuzfahrern belagerten Stadt Akkon ein. Dort war Philipp zwar bereits im April 1191 angekommen, er hatte aber keinen militärischen Erfolg erzielen können. Die Belagerung der Stadt dauerte bereits fast zwei Jahre, doch wesentliche Fortschritte gelangen erst nach Richards Ankunft. Am 12. Juli 1191, rund fünf Wochen nach dem Eintreffen seiner Flotte, kapitulierte Akkon.
Bei Richards Einzug in die eroberte Stadt machte er sich jedoch aufgrund einer Ehrverletzung den österreichischen Herzog dauerhaft zum Feind. Die Ehre war im Umgang der Protagonisten von größter Bedeutung; Ehre und Ehrgefühl spielten für Ethos und Mentalität des Adels eine zentrale Rolle, auf sie musste zwingend Rücksicht genommen werden. Dabei wurde Ehre nicht als moralische Kategorie verstanden; gemeint war der Respekt, den eine Person aufgrund ihres Ranges und ihrer sozialen Stellung erwarten konnte. Nach übereinstimmenden Angaben der Quellen setzte Leopold seine Fahne in der eroberten Stadt an markanter Stelle, womit er seinen Anspruch auf Beute und seinen Rang demonstrieren wollte. Diese Fahne wurde jedoch durch Richard oder zumindest mit seiner Duldung heruntergerissen und in den Schmutz getreten. Nach einer anderen Überlieferung hatte Leopold sein Zelt zu dicht an dem des Königs errichtet, worauf Richard eigenmächtig das Zelt des Herzogs zum Einsturz brachte. Mit der Nähe zum Ranghöchsten hatte Leopold seinen Rang im politischen Kräfteverhältnis öffentlich demonstrieren und behaupten wollen. Die Verstimmung war jedenfalls so massiv, dass Leopold und Richard nicht mehr persönlich, sondern nur noch über Vermittler miteinander kommunizierten. Richard leistete Leopold keine Genugtuung. Der österreichische Herzog zog gedemütigt und ohne Beute in seine Heimat ab. Nach John Gillingham stand Leopolds Anspruch auf Beute aber in keinem angemessenen Verhältnis zu seinem tatsächlichen Anteil an der Eroberung von Akkon. Damit folgt Gillingham einer Einschätzung, die bereits Heinrich Fichtenau 1966 vertreten hatte.
Für die Umsetzung der Kapitulationsvereinbarung wurden tausend Verteidiger Akkons gefangen gehalten. Philipp II. kehrte Ende Juli 1191 in seine Heimat zurück. Als Grund für seine Abreise nannte der französische König das seiner Gesundheit nicht zuträgliche Klima. Nach dem kinderlosen Tod Philipps I. von Elsass müsse er sich auch um die Herrschaftsnachfolge in seiner Grafschaft Flandern kümmern. In der Forschung wird jedoch eher angenommen, dass er wegen der Konflikte mit dem englischen König abgezogen sei. Richard war fortan der uneingeschränkte Führer der Kreuzfahrerkontingente. Als sich nach der Eroberung Akkons die Zahlung des Lösegelds für die rund 3.000 muslimischen Gefangenen verzögerte, ließ Richard diese am 20. August 1191 hinrichten. Von späteren Historikern wurde er deswegen als rücksichtslos und brutal beschrieben. In der jüngeren Forschung wird aber stärker berücksichtigt, dass dieses Vorgehen den damaligen Gepflogenheiten im Abendland entsprach.
Beim weiteren Vormarsch entlang der Küste errang Richard in der Schlacht von Arsuf am 7. September 1191 einen Sieg über Saladins Heer, er konnte dieses jedoch nicht vernichten. Vergeblich blieben daher im Januar und Juni 1192 seine Vorstöße auf Jerusalem. Parallel bestand immer wieder diplomatischer Kontakt mit Saladin. Richard schlug eine Heiratsverbindung zwischen Saladins Bruder Malik al Adil und seiner Schwester Johanna vor. Als Mitgift waren die Küstenstädte zwischen Akkon und Askalon im Gespräch. Wegen des Religionsunterschieds lehnten jedoch sowohl Johanna als auch al Adil eine Verbindung ab. Im April 1192 wurde Konrad von Montferrat, ein Anwärter auf den Thron des Königreichs Jerusalem und Gegner König Guidos von Lusignan, von Assassinen ermordet. Richard, der Guido unterstützt hatte, stimmte daraufhin einem Kompromiss zu: Guido wurde die Herrschaft auf Zypern übertragen und zum neuen König von Jerusalem wurde Graf Heinrich von der Champagne, ein Neffe Richards, gewählt.
Ende Juli 1192 nahm Saladin nach kurzer Belagerung Jaffa ein. Der rasch herbeigeeilte Richard konnte die Stadt jedoch Anfang August 1192 im Handstreich zurückerobern und Saladin in der folgenden Schlacht von Jaffa vertreiben. Inzwischen war Richard erkrankt. Angesichts der Begrenztheit der verfügbaren militärischen Kräfte und der örtlichen Machtverhältnisse entschloss er sich, den Kreuzzug mit einem Waffenstillstand zu beenden. Auch aus Sorge vor Gebietsverlusten in Nordfrankreich wollte er heimkehren. Am 2. September 1192 schlossen Richard und Saladin mit dem Vertrag von Ramla den Waffenstillstand auf drei Jahre und acht Monate. Askalon, Darum und Gaza wurden an die Muslime zurückgegeben. Die Küstenstädte von Jaffa bis Tyrus verblieben den Christen. Jerusalem blieb unter der alleinigen Kontrolle Saladins, christlichen Pilgern wurde aber der Zugang zur Stadt gestattet. Da die Christen auf die Rückeroberung der Heiligen Stadt verzichten mussten, hatte der Kreuzzug sein eigentliches Ziel verfehlt. Nach Dieter Berg war Richard in erster Linie für den Fehlschlag verantwortlich. Durch den Abzug des französischen Königs wegen der Konflikte mit Richard war das Heer geschwächt. Berg hält es für unverständlich, dass Richard dennoch das Heer zweimal vor die Mauern Jerusalems führte, ohne einen Angriff wagen zu können. Anderer Meinung ist John Gillingham, der den ungünstigen Urteilen späterer Historiker entgegenhält, dass Richard von seinen Zeitgenossen als bedeutender Kreuzfahrer gewürdigt wurde.
Am 9. Oktober 1192 trat Richard auf einem Schiff die Rückreise nach Europa an. Bei seiner Erkrankung 1191/92, die als major oder medius hemitritaeus beschrieben wird, kann es sich um eine Form von Malaria tertiana gehandelt haben.

### Gefangenschaft bei Kaiser Heinrich VI.

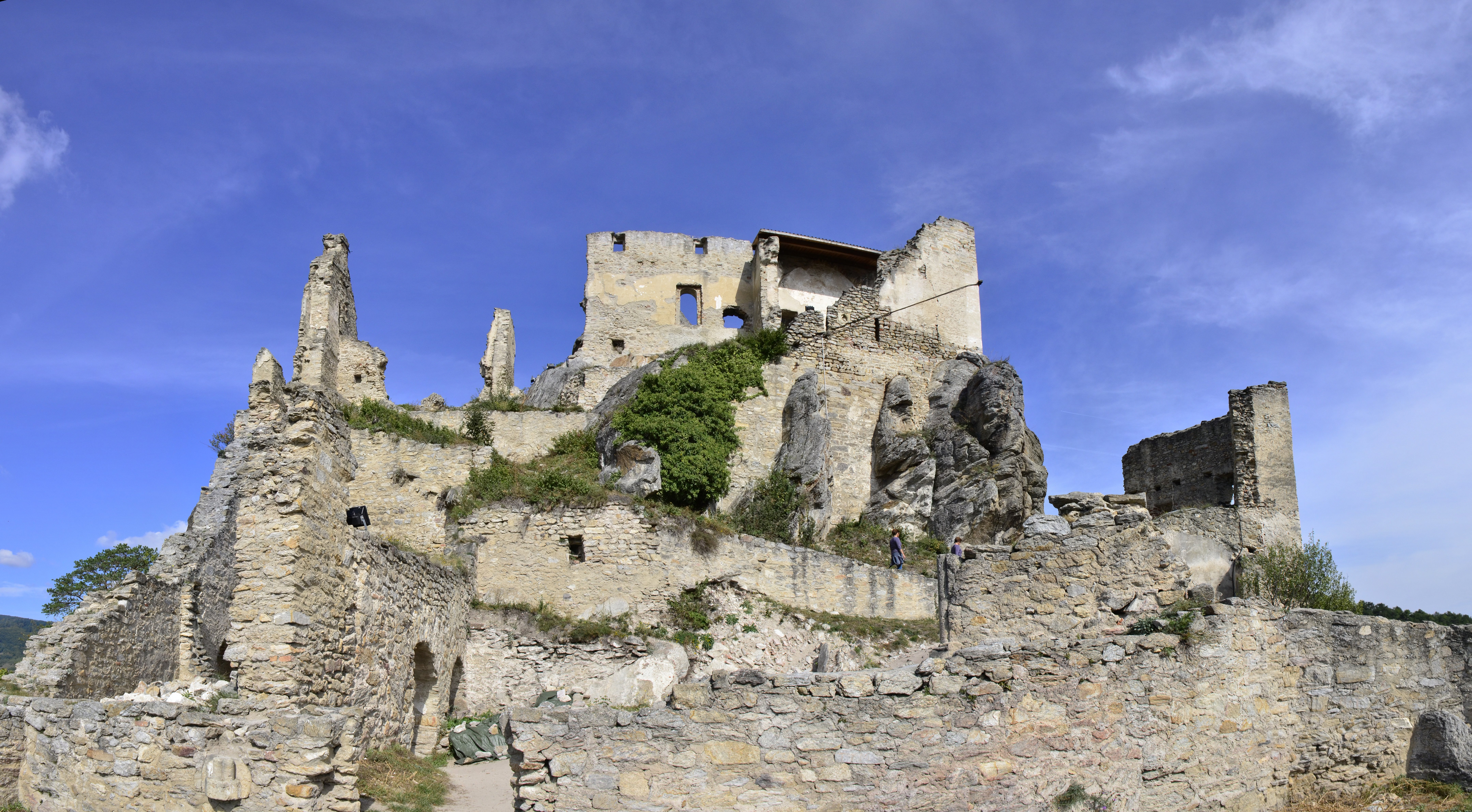
Von der Burg Dürnstein stehen heute nur noch Ruinen

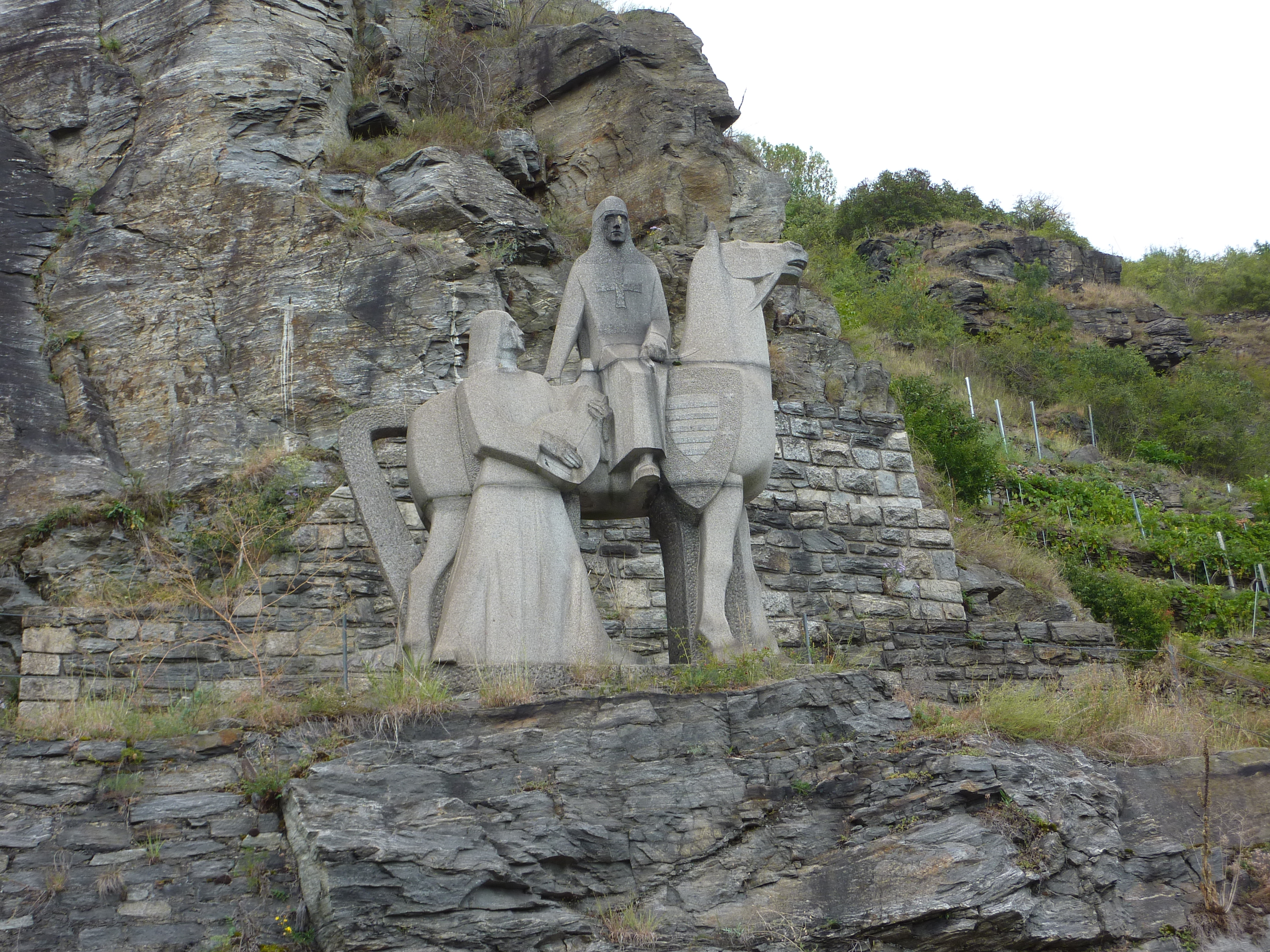
Reiterstandbild Richards westlich von Dürnstein

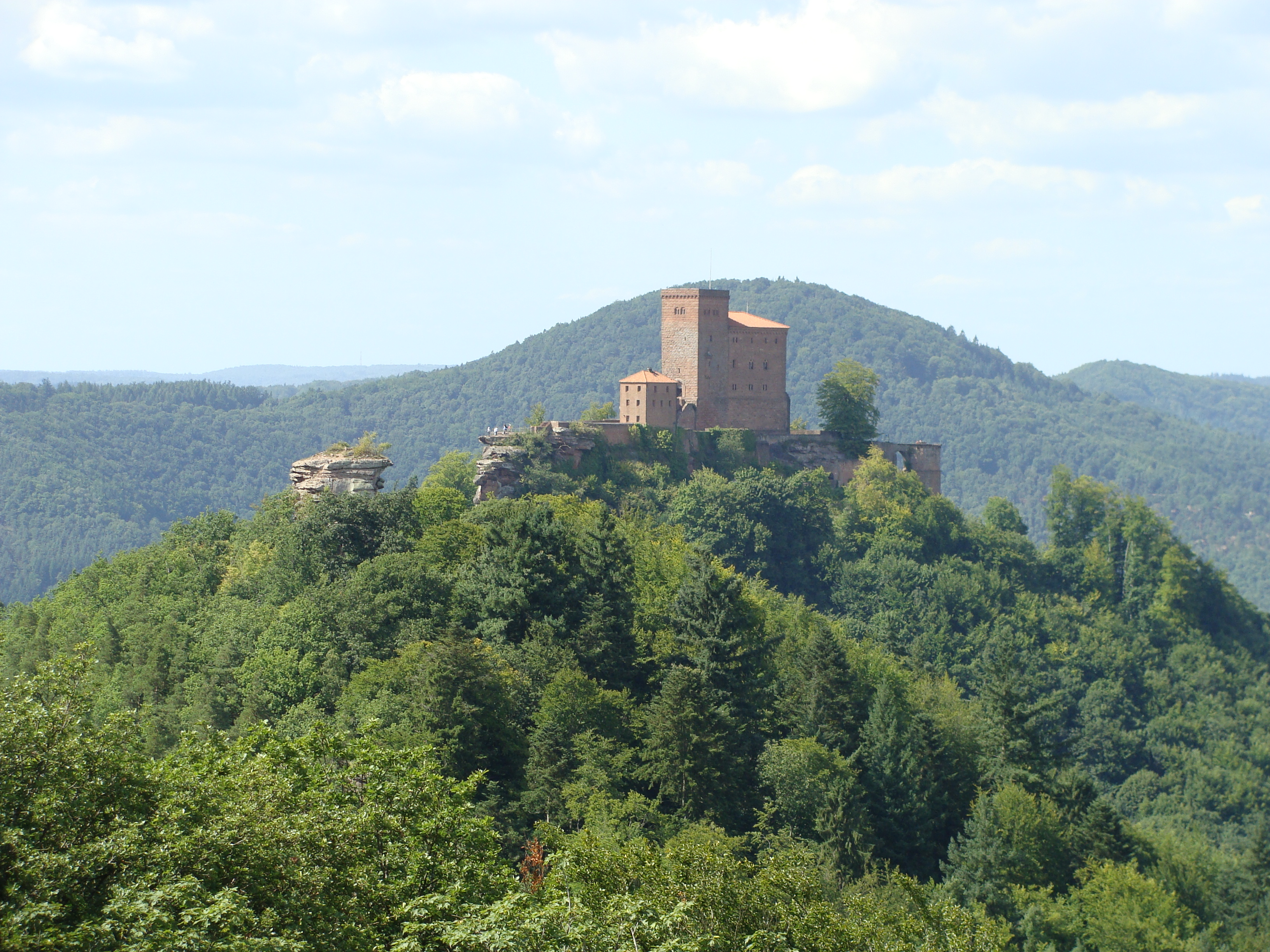
Reichsburg Trifels

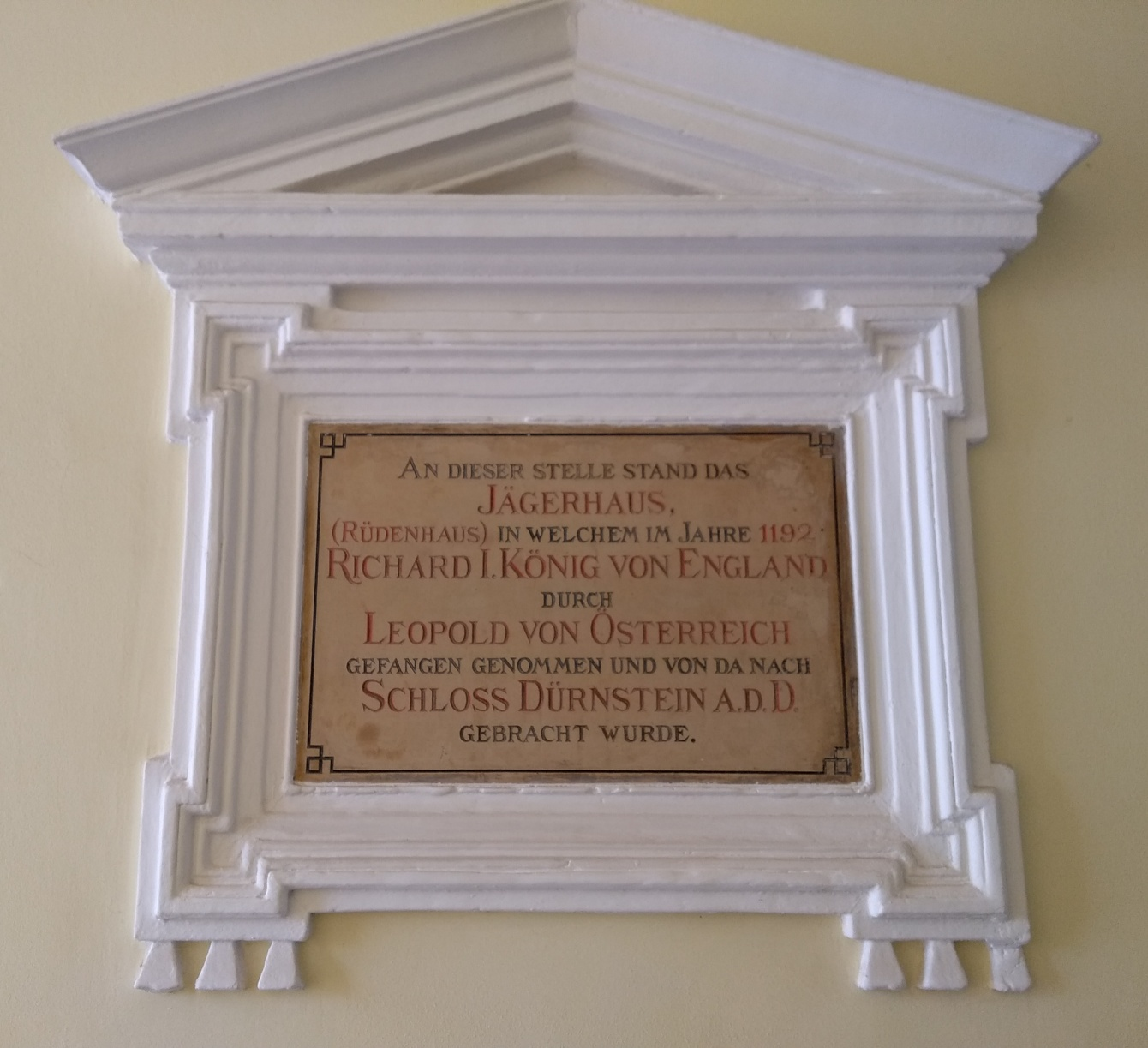
Gedenktafel zur Erinnerung an die Gefangennahme im Wohnhaus Erdbergstraße 41 in Wien, nahe der Löwenherzgasse

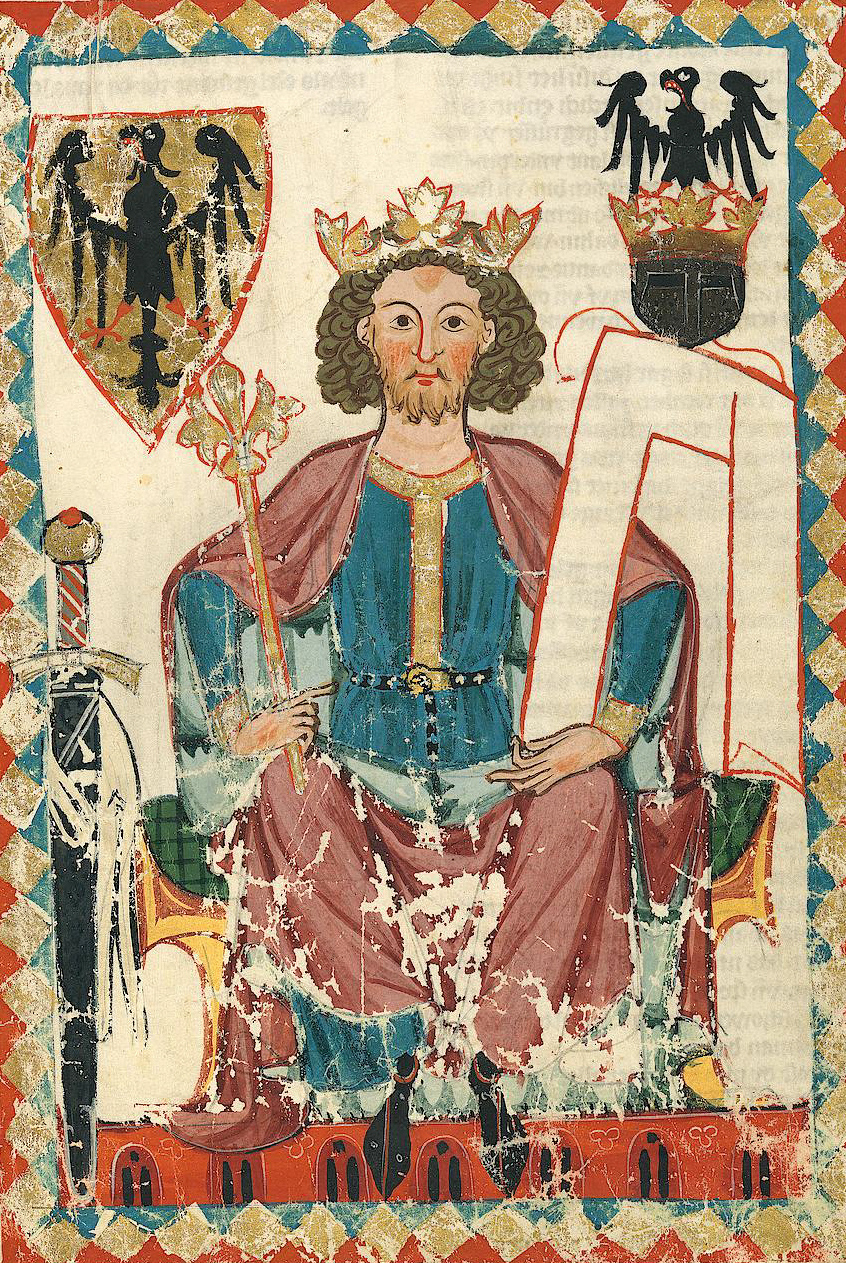
Die Darstellung Kaiser Heinrichs VI., bei dem Richard in Gefangenschaft war, ist das Eröffnungsbild in der Großen Heidelberger Liederhandschrift (Codex Manesse). Handschrift Heidelberg, Universitätsbibliothek, Cod. Pal. germ. 848, fol. 6r (um 1300)

Richard war auf seiner Rückreise nach einem Schiffbruch gezwungen, die Landroute über das römisch-deutsche Reich zu nehmen. Da er Vergeltung von seinem Intimfeind Herzog Leopold V. von Österreich befürchtete, reiste er verkleidet und mit nur wenigen Begleitern, darunter Balduin von Béthune, Philipp von Poitiers, Wilhelm de l’Etang und der Kaplan Anselm. Sein Ziel war Bayern, das Einflussgebiet Heinrichs des Löwen. Schon der Zwang zur Verkleidung war in einer nach Rang geordneten mittelalterlichen Gesellschaft, in der Ehre und Status öffentlich demonstriert wurden, beschämend. Dieter Berg beurteilt Richards Verkleidung als „befremdliches und zugleich amateurhaftes Versteckspiel“. Es sei unklar, warum Richard nicht offen um freies Geleit als Kreuzfahrer nachsuchte. Graf Meinhard von Görz wurde Anfang Dezember 1192 auf die Reisegruppe aufmerksam und erkannte den König, doch zunächst konnte dieser entkommen. Seine Flucht endete wenige Tage vor Weihnachten 1192 im Herrschaftsgebiet des Herzogs Leopold. Die widersprüchlichen Angaben der Quellen erhellen die konkreten Umstände der folgenden Gefangennahme nicht. Alle Quellen stimmen jedoch darin überein, dass es Leopolds Rache für die erlittene Ehrverletzung gewesen sei. Die ausführlichste Darstellung bietet die Chronik Ottos von Freising mit der Fortsetzung Ottos von St. Blasien. Sie ist voller Häme über die Ereignisse. Nach ihrer Schilderung war Richard als einfacher Pilger verkleidet und wurde von Leopold laut ausgelacht, als dieser ihn in Erdberg bei Wien beim nicht standesgemäßen Hühnerbraten in einer schäbigen Behausung gefangen nehmen konnte. Zum Verhängnis sei ihm sein Repräsentationsbedürfnis geworden. Als einfacher Knecht habe er ein Huhn gebraten, dabei aber vergessen, einen wertvollen Ring vom Finger zu ziehen. Die englischen Chronisten hingegen orientierten sich am Modell ritterlichen Handelns. Sie betonten, dass Richard sich selbst in dieser schwierigen Lage als König würdevoll verhalten habe. Er sei im Schlaf überrascht worden, habe sein Schwert nur dem Herzog übergeben wollen, habe sich von der Übermacht des Herzogs nicht einschüchtern lassen, oder er habe sich vom Herzog persönlich gefangen nehmen lassen. Viele Geistliche in Europa sahen die Gefangennahme eines Kreuzfahrers als schwere Sünde an. Für die dem österreichischen Herzog nahestehenden Chronisten war es die berechtigte Rache für die erlittene Ehrverletzung in Akkon.
Die hofnahe englische Überlieferung berichtet recht ausführlich über die Ereignisse zwischen Gefangenschaft und Freilassung, die deutschen Quellen hingegen schweigen nahezu vollständig. John Gillingham deutet das Schweigen als ein Zeichen dafür, dass die Gefangenschaft eines unter dem Schutz der Kirche stehenden Kreuzfahrers als unwürdig und für Leopolds Ehre abträglich betrachtet wurde. Nach Knut Görich liegt das Schweigen aber auch darin begründet, dass es keine hofnahen Geschichtsschreiber unter den deutschen Chronisten gab.
Richard wurde Hadmar II. von Kuenring, einem der mächtigsten Ministerialen des Babenbergerherzogs, übergeben und auf der Burg Dürnstein bei Krems an der Donau inhaftiert. Bereits am 28. Dezember 1192 informierte der Kaiser den französischen König Philipp II. über die Gefangennahme Richards. Er teilte ihm mit, dass er den „Feind unseres und den Unruhestifter deines Reiches“ (inimicus imperii nostri, et turbator regni tui) nun festgesetzt habe. Bei der päpstlichen Kurie sorgte Richards Gefangennahme für Entrüstung. Papst Coelestin III. forderte die Freilassung und drohte mit der Exkommunikation, da Richard als Kreuzfahrer unter dem Schutz der Kirche stehe und das Recht auf freie Rückreise habe. Leopold wurde von Papst Coelestin III. im Juni 1194 exkommuniziert.
Kaiser Heinrich VI. versuchte, aus Richards Gefangenschaft politischen Nutzen zu ziehen. Er stand wegen der Ermordung des Lütticher Bischofs Albert von Löwen unter politischem Druck, denn ihm wurde die unterbliebene Bestrafung der Mörder zur Last gelegt. Richard hatte gute Verbindungen zur norddeutschen Fürstenopposition, die möglicherweise als Gegenleistung für seine Freilassung zur Mäßigung gegenüber Kaiser Heinrich bewegt werden konnte. Heinrich begann mit Leopold im Frühjahr 1193 Verhandlungen über die Auslieferung des englischen Königs. Am 6. Januar 1193 wurde Richard als Gefangener nach Regensburg überführt und dort dem Kaiser präsentiert. Eine Einigung zwischen Leopold und Heinrich VI. blieb jedoch aus, worauf der österreichische Herzog Richard wieder zurückbrachte.
Richard blieb trotz der Gefangenschaft eingeschränkt handlungsfähig. So konnten auch in diesem Zeitraum Rechtsdokumente ausgefertigt werden. Zunächst wurden lediglich Briefe und writs (königliche Verfügungen) verfasst. Nach erfolgreichen Freilassungsverhandlungen gehörte ab Sommer 1193 der Kanzler Wilhelm von Longchamp zu Richards persönlichem Gefolge. Spätestens seit diesem Zeitpunkt wurden auch wieder königliche Urkunden konzipiert. Aus seiner Gefangenschaft betrieb Richard die Wahl Hubert Walters zum Erzbischof von Canterbury. Als Justiciar stellte Walter während der Abwesenheit des Königs die Herrschaft sicher.
Als Johann Ohneland von der Gefangenschaft seines Bruders Richard erfuhr, suchte er in Paris umgehend die Unterstützung Philipps II. Im Januar 1193 begab er sich an dessen Hof. Auf diese Weise wollte er sich das Erbe sichern. Vom französischen König wurde er mit der Normandie belehnt. Philipp unterstützte Johanns Ambitionen auf den englischen Thron, und dieser leistete ihm einen Lehenseid. Außerdem bot Philipp unzufriedenen Adligen in den englischen Festlandsbesitzungen seinen Schutz an.
Heinrich und Leopold besiegelten in Würzburg eine Einigung über die Freilassungsbedingungen. Im Würzburger Vertrag vom 14. Februar 1193 wurden 100.000 Mark Reinsilber als Lösegeld festgelegt, je zur Hälfte an Leopold und Heinrich VI. Außerdem sollte Richard sich zur Unterstützung des nächsten Sizilienfeldzuges des Kaisers verpflichten. Im März 1193 warf Heinrich auf dem Hoftag in Speyer vor den Reichsfürsten dem englischen König zahlreiche Verbrechen vor, darunter der Mord an Konrad von Montferrat, einem Lehnsmann des Reiches, den er veranlasst habe. Richard habe mit Isaak von Zypern einen Verwandten des Kaisers inhaftiert und dessen Land veräußert. Er habe die Fahne von Heinrichs Verwandten Herzog Leopold geschmäht. Außerdem habe er mit der Unterstützung König Tankreds dem Kaiser das sizilische Königreich, das Erbe seiner Gemahlin Konstanze, vorenthalten wollen. Er habe auch seine Lehnspflichten gegenüber König Philipp missachtet. Mit Saladin habe er einen schändlichen Frieden geschlossen. Die Klagepunkte sollten zeigen, dass Heinrich den englischen König nicht willkürlich und ohne triftigen Grund in Gefangenschaft hielt. Richard erhielt Gelegenheit, in freier Rede vor dem Fürstengericht die einzelnen Vorwürfe zu entkräften. Er bot außerdem einen gerichtlichen Zweikampf an, den aber keiner der Anwesenden gegen den Herrscher durchführen wollte. Nachhaltigen Eindruck hinterließ Richard in der Reichsversammlung mit dem Eingeständnis, er habe Fehler begangen, und mit seiner demonstrativen Geste, sich vor dem Kaiser zu Boden zu werfen und Gnade zu erbitten. Heinrich gewährte ihm dies, indem er den knienden König an sich zog und ihm den Friedenskuss gab. John Gillingham erklärt Heinrichs Verhalten mit der feindseligen Stimmung auf dem Hoftag, die ihn bewogen habe, Richard in Gnade aufzunehmen. Roger von Howden überliefert eifrige Verhandlungen dazu am Vortag, in denen „der Kaiser vieles forderte, was Richard selbst unter Todesgefahr nicht zuzugestehen bereit war“. Über den Gegenstand der Verhandlungen ist jedoch nichts bekannt. Nach Klaus van Eickels verlangte der Staufer eine besonders demütigende Form der Unterwerfung, die Richard nicht zu leisten bereit war. Gerd Althoff konnte anhand zahlreicher Vergleichsbeispiele zeigen, dass Kniefall und Friedenskuss keine spontanen Emotionen ausdrückten, vielmehr waren solche Szenen im Mittelalter inszeniert. Dieter Berg bewertet den Ausgang des Hoftages als wichtigen Prestigeerfolg Richards. Dieser blieb jedoch in Haft und wurde bis Mitte April auf der Burg Trifels festgesetzt. Danach hielt er sich im Gefolge des Kaisers auf, zunächst in der elsässischen Pfalz Hagenau.
Am 25. März 1193 akzeptierte Richard auf einem Hoftag zu Speyer die in Würzburg festgelegte Summe. Er musste 100.000 Mark Silber zahlen. Außerdem hatte er 50 Schiffe und 200 Ritter für ein Jahr zu stellen. Die Forderung der persönlichen Teilnahme am Sizilienfeldzug des Kaisers wurde fallengelassen. Auf einer Reichsversammlung in Worms wurden am 29. Juni 1193 Details vereinbart. Das Abkommen von Worms wird von Roger von Howden überliefert. Das Lösegeld wurde auf 150.000 Silbermark erhöht. Für die Freilassung sollten 100.000 Mark Reinsilber nach Kölner Gewicht bezahlt werden. Das entsprach etwa 23,4 Tonnen Silber. Für die weiteren 50.000 Mark sollten Geiseln gestellt werden, davon sechzig für den Kaiser und sieben für den Herzog von Österreich. Das Lösegeld sollte in London an kaiserliche Gesandte übergeben, von diesen geprüft und dann in Transportbehältnisse versiegelt werden.
Die Bereitstellung des Lösegeldes, das den dreifachen Jahreseinnahmen der Krone entsprach, war eine immense Herausforderung. Im königlichen Schatzamt, dem Exchequer, wurde eine Sonderabteilung, das scaccarium redemptionis, eingerichtet, die mit dem Einzug der Lösegeldsteuern beauftragt war. Der hohe Klerus musste liturgisches Gerät und den vierten Teil seiner jährlichen Einnahmen abgeben. Eine Sondersteuer von 25 Prozent musste eingeführt und königlicher Besitz verkauft werden. Der Gewinn aus der Wollproduktion, der eigentlich für die Zisterzienser vorgesehen war und normalerweise von königlichen Abgaben befreit war, wurde konfisziert. Das im 13. Jahrhundert kompilierte Red Book of the Exchequer überliefert, dass jeder Inhaber eines Ritterlehens 20 Schilling abzugeben hatte.
Heinrich VI. legte zu Weihnachten 1193 als Tag für die Freilassung Richards den 17. Januar 1194 fest. Ein beträchtlicher Teil des Lösegelds war mittlerweile beschafft und in das Reich gebracht worden. Richard hatte unterdessen das Weihnachtsfest 1193 in Speyer verbracht. Philipp II. und Johann Ohneland versuchten, die vom Kaiser bereits zugesagte Freilassung durch weitreichende finanzielle Versprechen zu verhindern. Philipp erklärte sich zur Zahlung von 100.000 Mark und Johann von 50.000 Mark für die Auslieferung Richards bereit. Alternativ boten sie für jeden weiteren Monat von Richards Gefangenschaft 1.000 Mark an. Heinrich war sich angesichts des neuen Angebots über die weitere Behandlung des Gefangenen unschlüssig geworden und stellte daher die Entlassung auf dem Mainzer Hoftag im Februar 1194 den anwesenden Fürsten zur Diskussion. Die Großen bestanden jedoch auf der vereinbarten Freilassung des englischen Königs. Richard profitierte damit von seinen bereits bestehenden persönlichen Verbindungen mit den Großen, die er in den vergangenen Monaten aufgebaut hatte. Heinrich gelang es jedoch, Richard zu zwingen, das englische regnum vom Kaiser zu Lehen zu nehmen und jährlich einen Tribut von 5000 Pfund zu zahlen. In diesem Zusammenhang berichtet einzig Roger von Howden davon, dass Richard zum König von Burgund gekrönt werden sollte. Dieses Herrschaftsgebiet gehörte zwar nominell zum Reich, jedoch übte der Kaiser dort keine tatsächliche Herrschaft aus. Nach Knut Görich könnte es sich um eine demonstrative Ehrung handeln, um dem englischen König die Lehnsübertragung seines eigenen Reiches erträglicher zu machen.

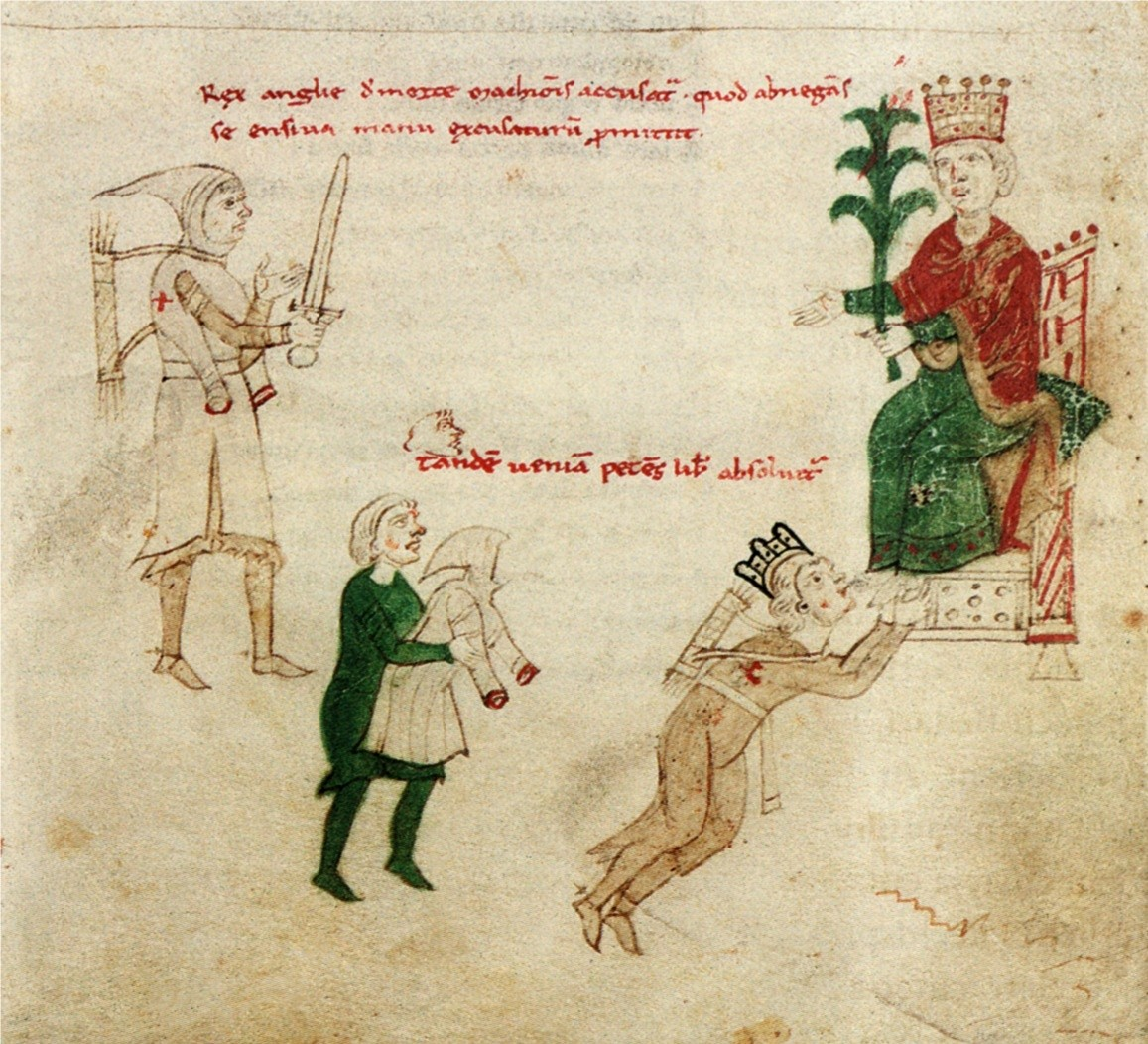
Richard Löwenherz küsst die Füße Heinrichs VI. Liber ad honorem Augusti sive de rebus Siculis des Petrus de Ebulo, Ende 12. Jahrhundert. Burgerbibliothek Bern, Cod. 120 II, fol. 129r.

Am 4. Februar 1194 wurde Richard auf dem Hoftag in Mainz aus der Haft entlassen. Er leistete die Lehenshuldigung für seine gesamten Herrschaftsgebiete. Es waren 100.000 Mark Silber an Heinrich bezahlt und für die weiteren 50.000 Mark Geiseln gestellt worden, darunter die beiden Söhne Heinrichs des Löwen, Otto und Wilhelm. Die Erzbischöfe von Köln und Mainz übergaben Richard seiner Mutter Eleonore von Aquitanien. Nach seiner Freilassung verbrachte er einige wenige Tage in den Wäldern von Nottingham. Die Verknüpfung der Sage von Robin Hood, der mit seinen Getreuen in den Wäldern des Sherwood Forest lebte, mit der Geschichte von Richard Löwenherz erfolgte jedoch erst im 16. Jahrhundert.
Die Lösegeldzahlung bedeutete für Leopold die Wiederherstellung seiner auf dem Kreuzzug durch Richard verletzten Ehre. Er finanzierte damit die Erweiterung seiner Residenzstadt sowie die Gründungen von Wiener Neustadt und Friedberg. Sein plötzlicher Tod am 31. Dezember 1194 durch einen Sturz vom Pferd wurde von den Zeitgenossen als Gottesurteil über die Gefangennahme Richards angesehen. Heinrich nutzte seinen Anteil für die Eroberung des normannischen Königreichs Sizilien. Mit der Lösegeldzahlung sollen erstmals in großem Ausmaß Sterlinge auf den europäischen Kontinent in Umlauf gekommen sein. In London führten die ständigen Geldforderungen des Königs 1196 zu einem Aufstand unter Wilhelm Fitz Osbert, der niedergeschlagen wurde.

### Restauration der Herrschaft in England
Nach seiner Freilassung betrat Richard am 13. März 1194 für zwei Monate noch einmal englischen Boden. Trotz der langen Gefangenschaft funktionierten nach John Gillingham die angevinischen Verwaltungsstrukturen gut. Auf der Insel traf er Maßnahmen zur Stabilisierung seiner Herrschaft und bemühte sich um möglichst große Geldsummen für die geplanten Heerzüge gegen den französischen König. Richard berief für Ende März und Anfang April 1194 einen Hoftag zu Nottingham ein. Auf dem gut besuchten Hoftag, an dem auch die Königinmutter sowie der Bruder des schottischen Königs teilnahmen, wurden zahlreiche Strafmaßnahmen gegen Rebellen und personelle Veränderungen in der Verwaltung beschlossen. Wenige Tage später, am 17. April, zeigte sich Richard im Beisein seiner Mutter Eleonore in der Kathedrale von Winchester. Seine Festkrönung sollte die Schande seiner Gefangenschaft auslöschen und seine Ehre wiederherstellen. William von Newburgh notierte, dass Richard bei der Krönung in Winchester wie ein neuer König aufgetreten sei und durch den Glanz der Krone seines Reiches die Schmach seiner Gefangenschaft abgewaschen habe.
Im Jahr 1195 vereinbarte Richard mit König Wilhelm I. von Schottland die Ehe zwischen seinem Neffen Otto, dem späteren römisch-deutschen Kaiser Otto IV., und Wilhelms Tochter Margarete von Schottland, die voraussichtlich die schottische Thronfolgerin werden sollte. Damit wollte Richard seinen Einfluss auf Schottland ausdehnen, und für Ottos Geschlecht, die Welfen, stand mit dem Heiratsprojekt eine neue Machtbasis in Aussicht. Wilhelm trat jedoch von der Vereinbarung zurück, nachdem er erfahren hatte, dass seine Frau schwanger war. Auch der Druck des schottischen Adels könnte für seinen Rückzug ausschlaggebend gewesen sein.
Für die Beschaffung von neuen Finanzmitteln spielte der Finanz- und Verwaltungsapparat eine wichtige Rolle. Amts- und Funktionsträger, die bei Richards Herrschaftsantritt bereits für ihre Ämter hohe Geldzahlungen geleistet hatten, mussten erneut zahlen. Im Frühjahr 1194 wurde das Steuer- und Heerwesen umfassend reformiert. Die Feudal-Abgaben wie das scutagium machten 1194 41,1 Prozent und 1198 42,7 Prozent der Gesamteinnahmen aus. Nach der Einführung eines neuen Siegels 1198 mussten alle Privilegienempfänger ihre Dokumente gegen Gebühren neu besiegeln lassen. Bei sämtlichen Juden auf der Insel wurde 1194 eine Bestandsaufnahme durchgeführt. Sie mussten alle ihre Geld- und Kreditgeschäfte schriftlich dokumentieren und die Nachweise in Dokumentenkästchen, den sogenannten archae, hinterlegen. Diese Kästchen wurden in 27 Städten eingerichtet. Außerdem wurde 1194 mit dem Exchequeur of the Jews ein eigenes Schatzamt für die Juden geschaffen. Mit diesen Maßnahmen wollte die Krone deren Wirtschafts- und Finanztätigkeit sowie die Finanzkraft der unter königlichem Schutz stehenden Juden besser einschätzen. So sollte verhindert werden, dass bei zukünftigen Pogromen jüdische Schuldscheine vernichtet würden und dadurch dem Königtum ein materieller Schaden entstünde.

### Höfische Kultur und Herrschaftspraxis

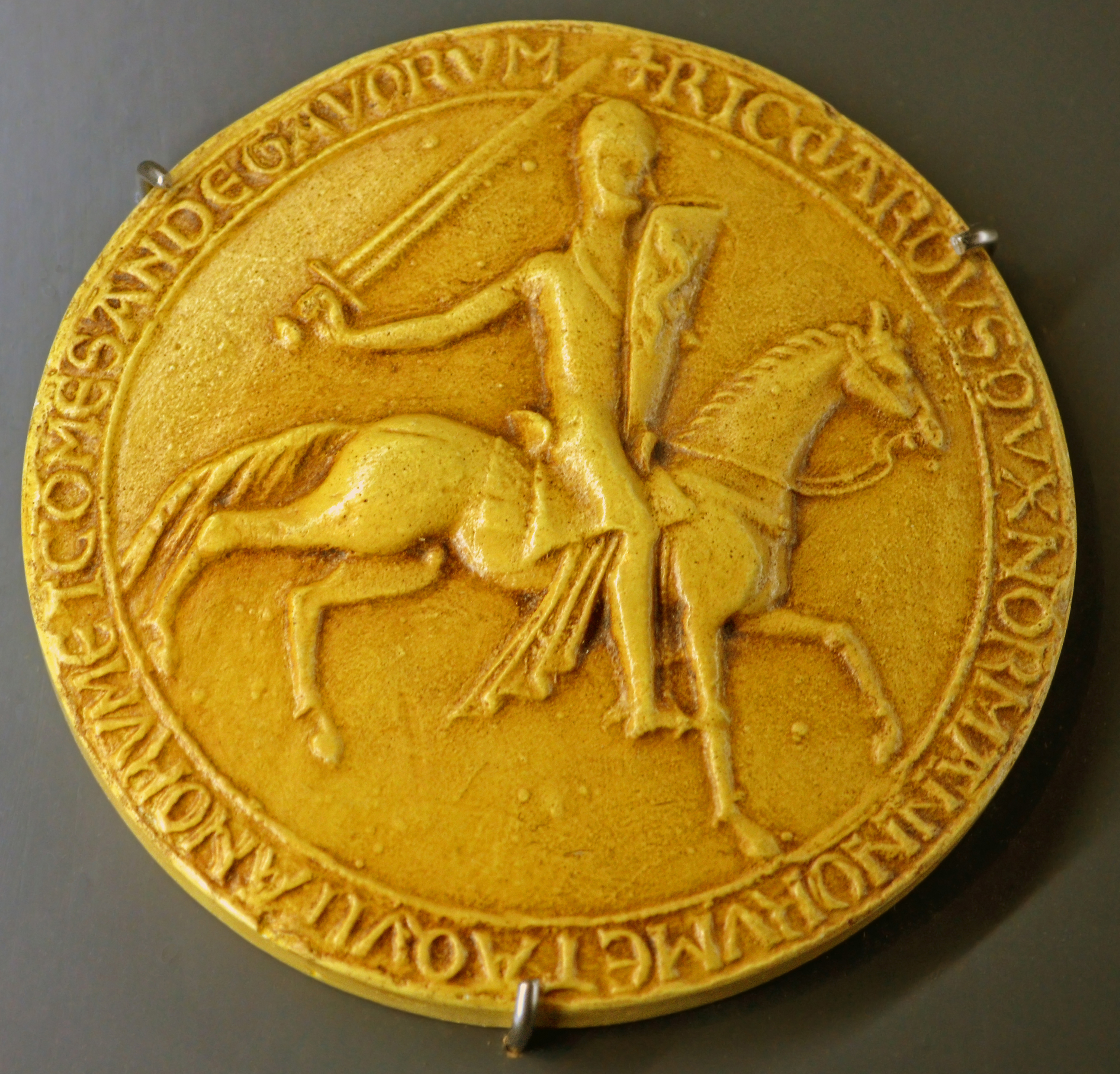
Das Siegel, das Richard als Herzog der Normandie und von Aquitanien sowie Graf von Anjou verwendete

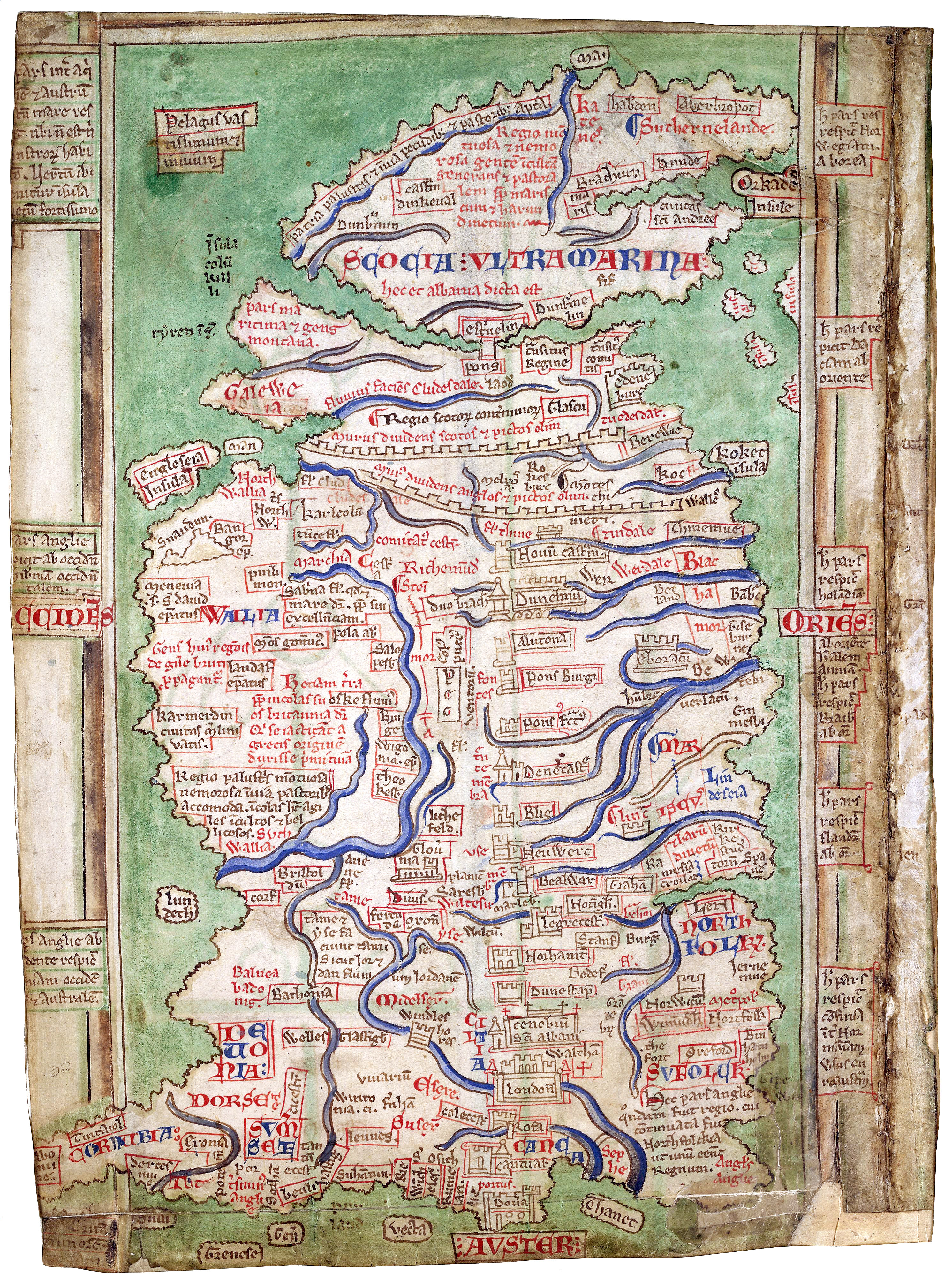
Karte von Großbritannien in der Abbreviatio chronicorum Angliae des Matthew Paris in einer Handschrift aus St. Albans: London, British Library, Cotton MS Claudius D. VI, fol. 12 v (13. Jahrhundert)

Der Festlandsbesitz des Angevinischen Reiches (rot) in Frankreich um 1180.

Der Hof entwickelte sich ab dem 12. Jahrhundert zu einer zentralen Institution königlicher und fürstlicher Macht. Selbst ein zeitgenössischer Kenner des Hofes wie Walter Map erwähnte in seiner Schrift De nugis curialium die Schwierigkeit einer klaren Definition des hochmittelalterlichen Hofes. Martin Aurell, einer der besten Kenner der kontinentalen Geschichte der Plantagenets, definierte den Hof als Mittelpunkt, der sowohl Residenz als auch zentraler Gerichtsort war. Vom Hof aus versuchten die Plantagenets, ihr „Mosaik aus Königreichen, Fürstentümern und Herrschaften“ zu beherrschen. Der Hof sei aber auch ein kulturelles Zentrum gewesen. Er habe für die Plantagenets die Anbindung an das normannische Herrscherhaus und den Artussagenkreis hergestellt und für die Verbreitung ihres Ruhms durch Spielleute gesorgt.
Bis weit in das 14. Jahrhundert wurde mittelalterliche Herrschaft durch ambulante Regierungspraxis ausgeübt. Für die anglo-normannischen Könige und die anglo-angevinischen Herrscher galt dies nicht nur für ihr insulares Reich, sondern ebenso für ihre festländischen Besitzungen. Das Angevinische Reich bestand seit 1154 neben England aus den französischen Herzogtümern Normandie und Aquitanien sowie den Grafschaften Maine und Anjou. Für ihren Besitz auf dem Festland waren die englischen Könige Vasallen des französischen Königs. Für den letzten anglonormannischen Herrscher Heinrich I. war Rouen der bevorzugte Aufenthaltsort gewesen. Unter Richards Vater Heinrich II. hatte sich der Schwerpunkt des Itinerars nach Chinon an der Loire und damit noch weiter nach Süden verschoben. Richard war in seiner gesamten Zeit als König nur zweimal in England: vier Monate zu seiner Krönung am 3. September 1189 und zwei Monate nach seiner Freilassung aus der Gefangenschaft 1194. In der zweiten Hälfte seiner Herrschaftszeit hielt sich Richard durchweg in seinen französischen Besitzungen auf. Seine Frau Berengaria hat weder zu Lebzeiten ihres Gemahls noch nach seinem Tod England betreten. Sie ist damit die einzige englische Königin, die niemals auf der Insel war. Richards Itinerar überschnitt sich dabei nicht mit dem Berengarias, die ihre Aufenthalte vor allem im Tal der Loire in Beaufort-en-Vallée, Chinon und Saumur hatte. Anscheinend versuchte Richard kaum, mit Berengaria einen Nachkommen zu zeugen. Im 20. Jahrhundert haben Historiker dieses Verhalten als Ausdruck der vermuteten Homosexualität angesehen. Klaus van Eickels nimmt hingegen an, dass Richard zeugungsunfähig war und dies wusste, nachdem aus seinen zahlreichen vorehelichen Affären kein Nachwuchs hervorgegangen war.
Als König, der ständig auf Reisen war, bewegte sich Richard in einem mehrsprachigen Umfeld. Er sprach sicherlich Anglonormannisch, konnte Latein verstehen und lesen. Englisch sprach er wohl eher selten. Provenzalisch war die Sprache seiner Mutter und wurde in Aquitanien gesprochen. In dieser Sprache kommunizierte er wohl auch mit seiner Frau Berengaria.
Während des Kreuzzuges und in der Zeit der Gefangenschaft war die Hofhaltung stark eingeschränkt. Die Regierungsgeschäfte übernahmen in den wichtigsten Provinzen von Richard eingesetzte hohe Beamte. Zur Kontrolle dieses Systems musste der Hof ständig reisen. Die Verwaltungsstrukturen waren in England und in der Normandie am weitesten entwickelt. Bereits unter Heinrich I. hatte sich mit dem sogenannten Exchequer eine beginnende und vor allem separate Verwaltung von geldlichen Einnahmen und Ausgaben als eigenes „Schatzamt“ gebildet. Die Regierungsgeschäfte führten bei Abwesenheit des Herrschers fähige Amtsverwalter wie Hubert Walter und königliche Institutionen wie das besagte Schatzamt. Hubert Walter war einer der wichtigsten Amtsträger im Umfeld des Königs. Bei Richards Herrschaftsantritt wurde er für seine Verdienste auf den vakanten Bischofsstuhl von Salisbury erhoben. Dort ist er in der Kathedrale jedoch nur einmal nachweisbar. Er begleitete Richard auf den Dritten Kreuzzug und führte während der Erkrankung des Königs die Verhandlungen mit Saladin. Zurück in England wurde er zum Erzbischof von Canterbury gewählt. Er kümmerte sich auch um das Lösegeld und übte ab Weihnachten 1193 als Justiciar während der Abwesenheit des Königs die Regentschaft in England aus. Da er im März 1195 auch päpstlicher Legat für England wurde, hatte er als Vertreter des Königs nicht nur vizekönigliche Macht, sondern auch die geistliche Führung in England inne. Seit dem Frühjahr 1194 hielten sich vor allem weltliche Barone und einfache Ritter in der Umgebung des Königs auf. Sie gewannen durch die Kämpfe gegen den französischen König immer größere Bedeutung. Dagegen ging der Einfluss der geistlichen Gruppierung zurück. Zu ihr zählten die Bischöfe von London, Richard Fitz Neal und Wilhelm de Sainte-Mère-Église, von Durham, Hugo de Puiset, und von Rochester, Gilbert de Glanville. Neuere Forschung hebt auch die Bedeutung von Richards Mutter für die Ordnung und Sicherheit des Reiches während der Abwesenheit ihres Sohnes hervor. Nach Jane Martindale übte Eleonore nach 1189 zunächst in England und dann in Aquitanien eine königliche Macht aus. Ralph V. Turner zufolge ging es Eleonore in ihren letzten fünfzehn Lebensjahren vor allem darum, das angevinische Reich intakt zu bewahren.
Für die englischen Könige wurde König Artus zur zentralen Identifikationsfigur. Kurz nach seiner Krönung ließ Richard im Kloster Glastonbury eine Ausgrabung durchführen. Das Kloster galt als eine der ältesten christlichen Kultstätten und wurde seit der zweiten Hälfte des 12. Jahrhunderts mit dem legendären Avalon identifiziert. Bei der Ausgrabung wurden nach zeitgenössischer Vorstellung die Gräber von König Artus und seiner Gemahlin Guinevere entdeckt. Das vorgebliche Artusgrab wird als Fälschung angesehen; deren Zweck wird in der Forschung unterschiedlich beurteilt.
Die Schrift gewann im ausgehenden 12. Jahrhundert als Herrschaftsmittel zunehmend Bedeutung, auch in der Verwaltung. An den Höfen Europas etablierten sich schriftliche Verfahrensformen wie die Pipe Rolls, auf denen die jährlichen Einnahmen der Krone festgehalten wurden. Die Pipe Rolls bieten nicht nur Einblicke in das soziale Gefüge Englands, sondern sind auch eine wichtige prosopographische Quelle. In den Abrechnungen werden auch Ereignisse aus dem politischen Alltag deutlich. So zeigen Eintragungen, dass sich Richard Teile der Herrschaftsinsignien in die Gefangenschaft bringen ließ. In der Kanzlei, dem wichtigsten Bestandteil des Hofes, wurden ab 1199 die ausgehende Korrespondenz sowie Urkunden archiviert und registriert. Auf seinem Siegel wird Richard auf einem Ross gezeigt, mit einem erhobenen Schwert in der Rechten. Die Siegel dienten den englischen Königen der Repräsentation und der Veranschaulichung der eigenen Legitimität, wobei sie andere Strategien verfolgten als die römisch-deutschen Herrscher. Die englischen Könige hielten in der rechten Hand ein nach oben gerecktes Schwert, die römisch-deutschen Könige bevorzugten stattdessen Reichsapfel und Zepter.

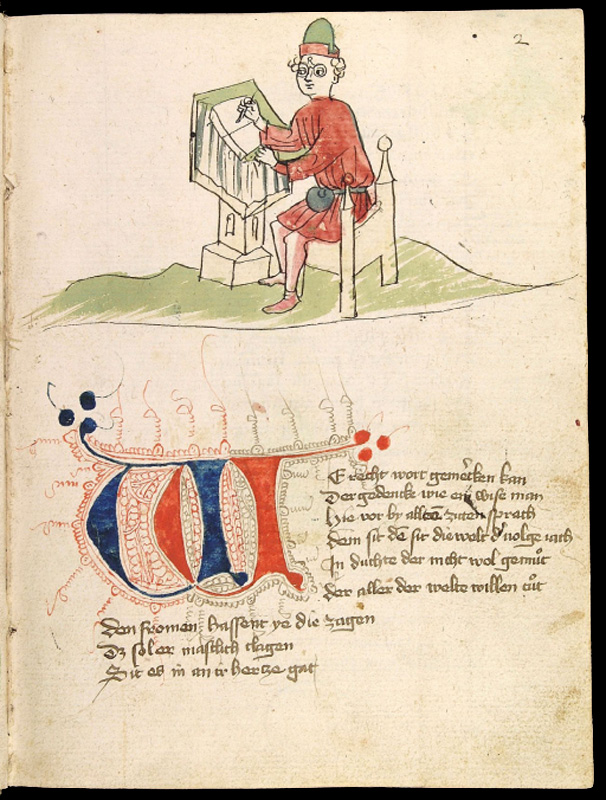
Ulrich von Zatzikhoven und die ersten Verse des Lanzelet in der Handschrift Heidelberg, Universitätsbibliothek, Codex Palatinus Germanicus 371, fol. 2r (1420)

Richards Gefangenschaft war der Anlass für die Entstehung des Artusromans Lanzelet aus der Feder Ulrichs von Zatzikhoven. Längere Zeit gewährte Richard einem Sänger namens Blondel an seinem Hof Unterhalt. Die damals berühmtesten Troubadoure wie Peire Vidal, Arnaut Daniel, Guiraut de Borneil oder Bertram de Born (der Ältere) hielten sich in der Umgebung von Richard Löwenherz auf. Vom englischen Monarchen selbst sind lediglich zwei Lieder erhalten. Beide werden zu den Sirventes gezählt. In der Forschung wird jedoch angenommen, dass sein dichterisches Gesamtwerk umfangreicher gewesen sein muss. Das erste Lied, Ja nus hons pris ne dira, besteht aus sechs Strophen und ist mit Altfranzösisch und Okzitanisch in zwei Sprachen überliefert. Thematisiert wird darin die Erfahrung der Gefangenschaft und des Treuebruchs. Die Entstehung des Lieds wird um den Jahreswechsel 1193/1194 datiert, also in die Endphase von Richards Gefangenschaft gesetzt. Das zweite Lied, Daufin, je’us vuoill derainier, entstand zwischen 1194 und 1199. Darin kritisiert Richard die Grafen der Auvergne, weil sie in seiner Abwesenheit ihre Ländereien nur halbherzig gegen den französischen König verteidigt hätten.

### Letzter Lebensabschnitt

#### Englisch-französische Auseinandersetzungen
Am 12. Mai 1194 landete Richard in Barfleur. Er verzichtete auf eine strenge Bestrafung seines Bruders Johann Ohneland und nahm ihn wieder in Gnaden auf. Nach dem Ausgleich mit Johann widmete er sich den Vorbereitungen für den Kampf gegen den französischen König. Bei Richards überraschendem Angriff am 5. Juli 1194 konnte sich der französische König nur durch Flucht retten. Dabei verlor er neben Männern und Ausrüstung auch sein Siegel und das königliche Archiv. Am 23. Juli 1194 wurde in Tillières bei Verneuil mit Unterstützung eines päpstlichen Legaten ein Waffenstillstand bis zum 1. November 1195 geschlossen. Richard machte in dieser Vereinbarung größere Zugeständnisse. Wahrscheinlich wollte er die folgenden Monate für den Aufbau weiterer finanzieller Mittel und neuer militärischer Kräfte nutzen. Nach dieser Vereinbarung konnte der Kapetinger über große Territorien in der Normandie verfügen, Richard hingegen durfte lediglich vier normannische Burgen wieder aufbauen und durfte keine weiteren Rekuperationspläne verfolgen. Richard nutzte die gewonnene Zeit, um die Kriegskasse wieder aufzufüllen. Im Jahr 1194 wurde eine allgemeine Steuer in Höhe von 10 Prozent auf alle Exportgüter eingeführt. Für den Kampf gegen Philipp konnte John Gillingham zeigen, dass Richard als Herrscher teilweise auch mit geschönten oder gefälschten Briefen die öffentliche Meinung in Europa zu beeinflussen suchte.
Seit Herbst 1194 liefen auf beiden Seiten die Vorbereitungen für neue Kämpfe. Bis zum Juli 1195 wurde der Waffenstillstand allerdings eingehalten. Im November/Dezember 1195 kam es bei Issoudun zur Schlacht, aus der Richard siegreich hervorging. Im Friedensvertrag von Gaillon 1196 musste er zwar dauerhaft auf das normannische Vexin verzichten, doch konnte er seine Stellung in anderen Teilen der Normandie, in Aquitanien und im Berry festigen. Im Jahr 1196 ließ Richard innerhalb kürzester Zeit Château Gaillard errichten. Dadurch sollte der Zugang zur Normandie über das Seinetal gesperrt werden. Im Juni 1196 nahmen die beiden Könige die Kampfhandlungen wieder auf, da sie beide mit dem erreichten Status unzufrieden waren. Im Juli 1197 konnte Richard den flämischen Grafen Balduin IX. als Verbündeten gewinnen und mit dem südwalisischen Fürsten Gruffydd ap Rhys ap Gruffydd einen Ausgleich erzielen. Dies gab ihm die Möglichkeit für einen Zweifrontenkrieg gegen den Kapetinger. Im Sommer 1198 griff er Philipp bei einem Feldzug durch das Vexin erneut an. Der französische König versuchte vergeblich, die Burg Gisors zu erreichen; die Brücke über die Epte brach unter der Last der schwer bewaffneten Ritter zusammen, zwanzig Ritter ertranken, der König wurde aus dem Wasser gerettet. Hunderte Ritter gerieten in Gefangenschaft. In der Schlacht von Gisors im September 1198 in der Normandie erlitt Philipp eine deutliche Niederlage.

#### Tod und Nachfolge

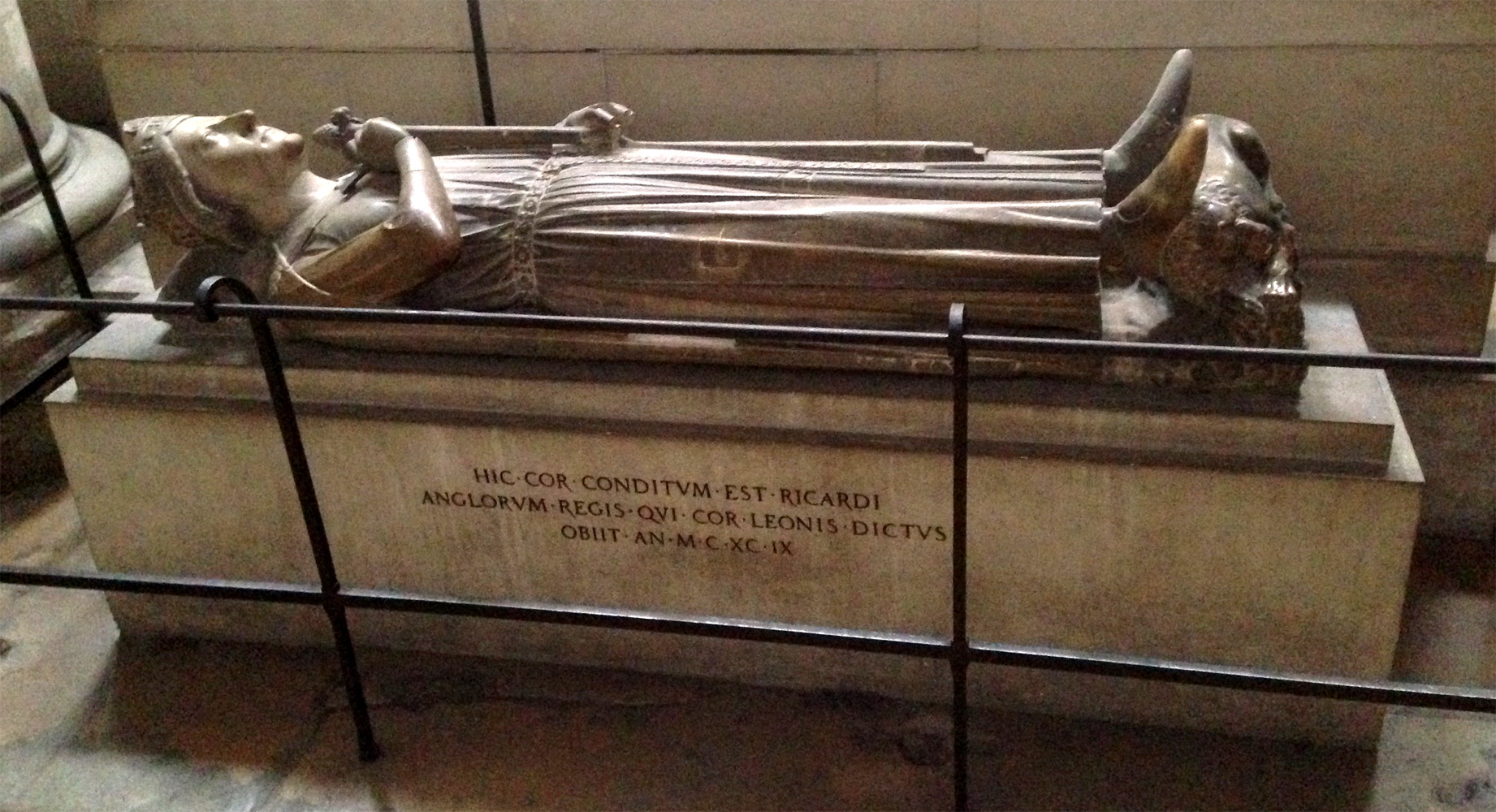
Das Grabmal Richards in der Kathedrale von Rouen, wo sein Herz beigesetzt wurde.

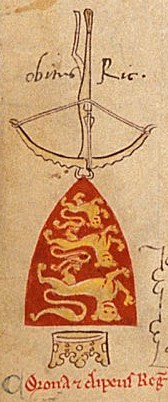
Das umgedrehte Wappen mit der Armbrust symbolisiert Richards Tod. Buchmalerei in der Historia Anglorum des Matthew Paris. London, British Library, Royal MS 14 C VII, fol. 85v (1250–1259)

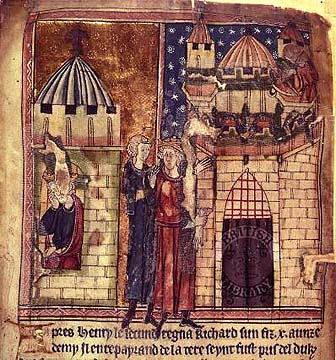
Richard als Gefangener auf der Burg Dürnstein und sein Tod. Bei seinem Begleiter handelt es sich wohl um Mercadier. Fragment einer Handschrift mit Bildern der englischen Könige von Eduard dem Bekenner bis Eduard I. (Effigies ad Regem Angliae). London, British Library, Cotton MS Vitellius A XIII, fol. 5r (1280–1300)

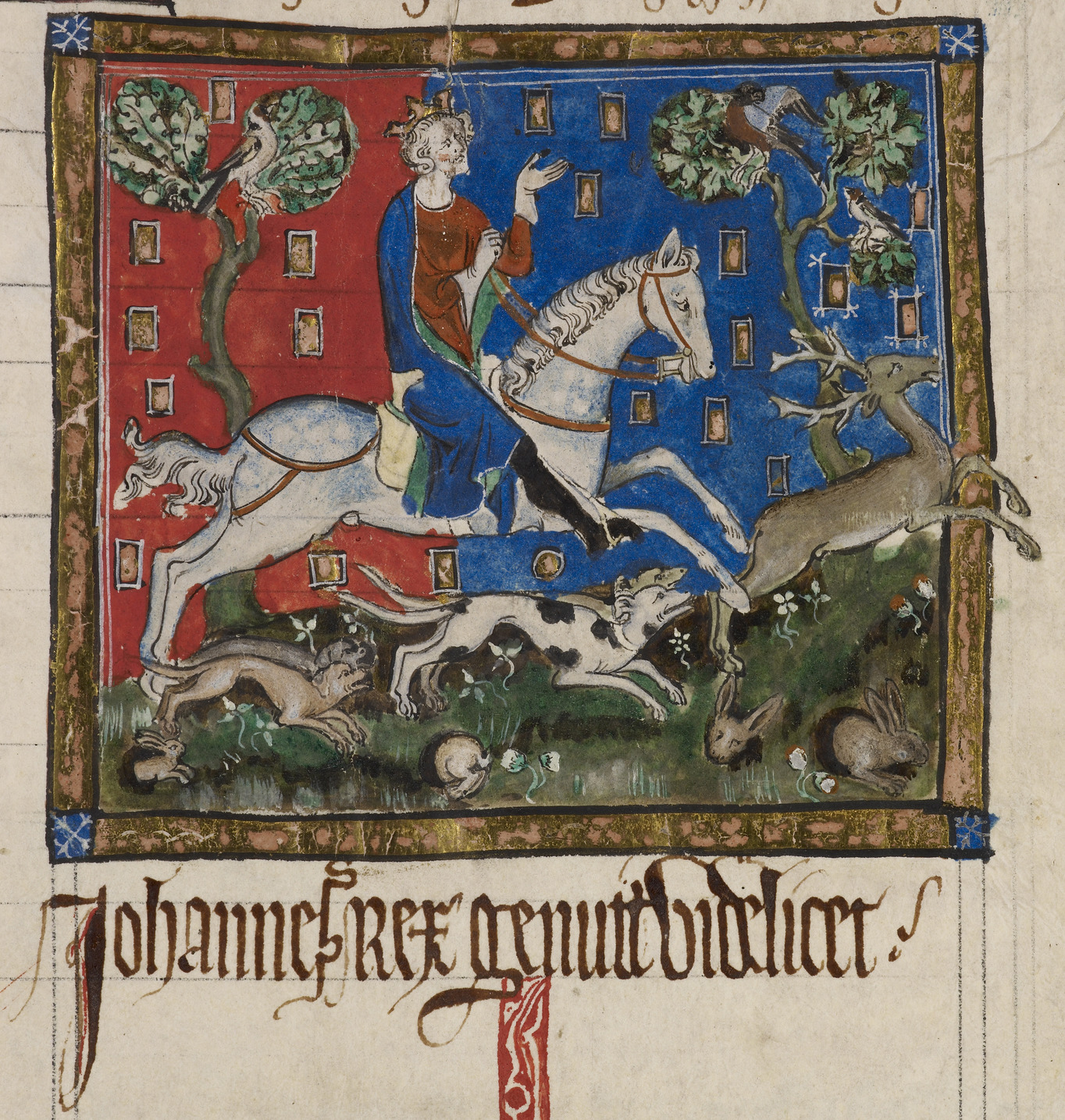
Johann Ohneland bei der Jagd im Liber legum antiquorum regum, der um 1321 für die Guildhall London geschrieben wurde. London, British Library, Cotton MS Claudius D. II., fol. 116r.

Der mächtige Herzog Heinrich der Löwe wurde 1180 von Friedrich Barbarossa auf Betreiben mehrerer Fürsten gestürzt und musste für mehrere Jahre ins englische Exil gehen. Seine Kinder Heinrich von Braunschweig, Otto von Braunschweig, Wilhelm von Lüneburg und Richenza hatten seit 1182 vorwiegend am angevinischen Hof gelebt und wurden dort erzogen. Der kinderlose Richard zog anscheinend zeitweilig Heinrichs Sohn Otto für die eigene Nachfolge in Erwägung. Richards Bruder Gottfried war bereits früh verstorben. Otto wurde von Richard im Februar 1196 zum Ritter geschlagen und im Spätsommer 1196 mit der Grafschaft Poitou belehnt. Damit wurde Otto faktisch zum Stellvertreter des Königs in Aquitanien. Es gelang Richard jedoch nicht, Otto als seinen Nachfolger durchzusetzen.
Der Tod Heinrichs VI. 1197 schuf im Reich nördlich der Alpen ein Machtvakuum, denn Heinrichs Sohn Friedrich war noch ein kleines Kind und weilte weit weg in Sizilien. In einem Reich ohne geschriebene Verfassung führte dies 1198 zu zwei Königswahlen und zum „deutschen“ Thronstreit zwischen dem Staufer Philipp von Schwaben und dem Welfen Otto. Dadurch bekam der englisch-französische Gegensatz ein weiteres Aktionsfeld. Richard unterstützte Otto, denn er wollte im Reich nördlich der Alpen einen zuverlässigen Partner für seine Auseinandersetzung mit dem französischen König haben. Nach John Gillingham investierte Richard in hohem Maße diplomatische Mühen und Geld für den antistaufischen Kandidaten wegen seiner demütigenden Gefangenschaft bei dem verstorbenen Staufer. Die Gefangenschaft hatte Richards Ehre (honor) beeinträchtigt, worauf er – wie Knut Görich betont – mit Rache am Beleidiger zu reagieren hatte, denn Ehre hatte zentrale Bedeutung als verpflichtende Norm. Die Kapetinger hingegen verbündeten sich am 29. Juni 1198 mit dem Staufer Philipp von Schwaben.
Am 9. Juni 1198 wurde Otto vor allem wegen der Unterstützung seines reichen Onkels Richard zum König gewählt. Zuvor war am 8. März 1198 in Mühlhausen Philipp von Schwaben zum König gewählt worden. Der Thronstreit endete erst einige Jahre nach Richards Tod mit der Ermordung Philipps.
Richard begab sich im März 1199 in das Limousin. Dort war eine Revolte des Grafen Ademar von Angoulême sowie des Vizegrafen Aimar von Limoges und seines Sohnes Guido ausgebrochen. Als sich der nicht ausreichend geschützte Richard am 26. März 1199 den Mauern der Burg Châlus-Chabrol näherte, wurde er durch einen Armbrustbolzen tödlich verwundet. Ein Arzt konnte lediglich den Bolzen herausschneiden. Zehn Tage später erlag der König seiner Verletzung: Am Abend des 6. April 1199 starb er vor den Mauern der Burg Châlus-Chabrol an Wundbrand. Richard gehört zu den wenigen mittelalterlichen Herrschern, die als anerkannter König ihr Leben im Kampf verloren. Die Todesumstände regten zur Legendenbildung an. Dem Armbrustschützen, der ihn getroffen hatte, soll er auf dem Sterbebett vergeben haben. Die Burg habe er wegen der Aussicht auf einen großen, darin behüteten Schatz belagert. Diese Erklärung basierte jedoch auf einer zeitgenössischen Legende. In einer quellenkritischen Untersuchung konnte John Gillingham zeigen, dass die Belagerung Teil von Richards aquitanischer Politik war und als vorbeugende Maßnahme gegen die Pläne des französischen Königs zu verstehen ist.
Richards Gehirn und Eingeweide wurden vor Ort im Poitou beigesetzt, das Herz in der Kathedrale von Rouen, dem Zentrum englischer Herrschaft in der Normandie. Der restliche Körper wurde mit den königlichen Insignien am 11. April 1199 in der Abtei Fontevraud neben seinem Vater bestattet. Richard war der erste König von England, der mit seinen Krönungsinsignien bestattet wurde. Die Grabdarstellung Richards als liegender Toter mit Ruhekissen und Fußstütze ist für diese Zeit ungewöhnlich. Neben Richards Grabmal sind nur die Gräber seiner Schwester Mathilde, seiner Mutter Eleonore, seines Vaters Heinrichs II. und Heinrichs des Löwen in dieser Form gestaltet. Eleonore stiftete ihm am 21. April 1199 ein Jahrgedächtnis.
Richards Bruder Johann Ohneland konnte sich innerhalb kurzer Zeit mit der Unterstützung Eleonores gegen seinen Konkurrenten und Neffen Arthur I. als Königsnachfolger durchsetzen. Am 27. Mai 1199 wurde er von Erzbischof Hubert Walter von Canterbury zum englischen König gekrönt. Johann behielt die hohen Abgabenforderungen bei. Er beendete im Jahr 1200 durch den Vertrag von Le Goulet zunächst den Konflikt mit Philipp II. Bereits 1202 kam es jedoch erneut zum Krieg mit Frankreich, der 1204 zum Verlust der Normandie und weiterer Gebiete auf dem Festland führte. Nach der Niederlage des mit Johann verbündeten Welfen Otto in der Schlacht bei Bouvines 1214 gegen den französischen König musste Johann die Verluste in Frankreich akzeptieren und war nun politisch geschwächt. Die Barone Englands waren nicht mehr bereit, die Willkür Johanns und seine finanziellen Forderungen hinzunehmen. Dies war eine wesentliche Voraussetzung für die 1215 erfolgte Durchsetzung der Magna Carta Libertatum.

## Beiname ‚Löwenherz‘
Richard ist der einzige englische Herrscher, dessen Löwenattribut dauerhaft in Geschichtsschreibung und Legende verankert geblieben ist. Für seinen Beinamen sind zahlreiche zeitgenössische Belege überliefert. Noch vor Herrschaftsantritt und Kreuzzug wurde Löwenherz in den Chansons de geste zur üblichen Auszeichnung eines neuen Heldentypus, des christlichen, sich im Heidenkampf bewährenden Ritters. Bereits vor dem Herrschaftsantritt sprach 1188 Gerald von Wales von Richard als „löwenherzigem Prinzen“. Der Chronist Richard von Devizes erläuterte, wie der englische Herrscher auch außerhalb seines Reiches zu seinem Löwennamen kam. Richard habe unmittelbar nach seiner Ankunft in Messina, anders als der französische König Philipp II. Augustus, Verbrechen seiner Männer an der örtlichen Bevölkerung bestraft. Die Sizilianer bezeichneten Philipp daraufhin als ein Lamm, während Richard den Löwenbeinamen erhielt. Eine ähnliche Gegenüberstellung findet sich auch bei Bertran de Born. Zur Ankunft Richards vor Akkon im Juni 1191 schrieb Ambroise in seiner 1195 endenden Chronik des Dritten Kreuzzuges (L’estoire de la guerre sainte), „der treffliche König, das Herz des Löwen“ (le preuz reis, le quor de lion) sei angekommen.
Der mittelenglische Versroman über Richard Löwenherz (Kyng Rychard Coer de Lyoun) aus der zweiten Hälfte des 13. Jahrhunderts erzählt eine andere Episode, wie Richard zu seinem Beinamen gekommen sei: Bei seiner Rückkehr aus dem Heiligen Land sei er in Gefangenschaft geraten und habe die Tochter des Königs verführt. Als der König daraufhin zur Strafe einen hungrigen Löwen in die Zelle Richards schickte, habe dieser dem Tier das Herz herausgerissen. Daraufhin habe der König Richard als Teufel bezeichnet, der den Beinamen Löwenherz verdiene.

## Rezeption
In der historiographischen und belletristischen Literatur und in der breiten Öffentlichkeit erschien Richard Löwenherz als Ideal des Monarchen und Kreuzfahrers. Eine völlig andere Entwicklung zeigte sich in der wissenschaftlichen Literatur. In der modernen Forschung ist er teils als Egozentriker und seine Herrschaft als missglückt beurteilt worden.
Nach Dieter Berg sind für die Rezeptionsgeschichte des Löwenherz-Bildes mindestens vier Entwicklungsstränge zu unterscheiden. Der erste Strang betraf die Darstellung der Aktivitäten Richards auf dem Kreuzzug im Vergleich mit denen seines Widersachers Saladin. Die Schilderung der militärischen Qualitäten und der persönlichen Tapferkeit Saladins ermöglichte es, die Siege und den Ruhm Richards umso intensiver zu verherrlichen. Im zweiten Strang wurde Material von der lateinischen Chronistik in die volkssprachliche Literatur übertragen. Die legendenhaften Elemente verstärkten sich und führten zu einer „Popularisierung“ des Herrscherbildes. Der dritte Strang war das 1260 auftauchende Blondel-Motiv, das mit anderem Erzählgut angereichert wurde. Im vierten Entwicklungsstrang wurde die Lebensgeschichte des Königs mit Erzählgut über den Balladenhelden Robin Hood verwoben.

### Hoch- und Spätmittelalter
Für die Schriftkultur waren das 12. und das 13. Jahrhundert eine Blütezeit. Vor allem in England gab es eine Vielzahl an Geschichtsschreibern. Geistliche Chronisten wie Richard von Devizes, Wilhelm von Newburgh und Gervasius von Canterbury und weltliche Schreiber wie Radulfus von Diceto und Roger von Howden schilderten ausführlich das herrscherliche Handeln. Die zeitgenössische Chronik Rogers von Howden ist eines der wichtigsten Geschichtswerke über die Zeit Richards. Roger wollte die Geschichte Englands von Beda Venerabilis im 8. Jahrhundert bis in seine eigene Zeit darstellen. Für ihn wurde Richard zum Hoffnungsträger nach den Jahren der Krise am Ende der Herrschaft Heinrichs II. Als hofnaher Geschichtsschreiber war Roger gut über die Geschehnisse informiert. Mit Richards Tod ging in seinen Augen zugleich die ganze Welt unter: „In seinem Tod vernichtet die Ameise den Löwen. Oh Schmerz, in einem solchen Untergang geht die Welt zugrunde“ (In hujus morte perimit formica leonem. / Proh dolor, in tanto funere mundus obit).
Dauerhaft wurde die Tendenz zur Verherrlichung des Monarchen durch den Kreuzzug gefördert. Mitglieder der englischen Heereskontingente schilderten in ihren historiographischen Berichten die Geschehnisse im Heiligen Land als Augenzeugen. In den Werken von Ambroise (L’estoire de la guerre sainte) und eines anonymen Kaplans der Templer (Itinerarium peregrinorum et gesta regis Ricardi) wurde Richard zu einem Kreuzzugshelden stilisiert, der vor allem dem französischen König weit überlegen gewesen sei. Kritische Urteile von kapetingischer Seite wie von Rigord und Wilhelm dem Bretonen, die Richard als hinterhältig und skrupellos schilderten, steigerten auf angevinischer Seite die Verherrlichung des englischen Königs nur noch weiter. Ein Vergleich der zeitgenössischen europäischen Geschichtsschreibung mit der arabischen Chronistik und Dichtung zum Dritten Kreuzzug zeigt, dass Richards Ritterlichkeit bereits zu seinen Lebzeiten allgemein besonders hervorgehoben wurde.
Eine weitere Steigerung der Heroisierung setzte mit dem plötzlichen Tod des Monarchen ein. Vor allem in den Totenklagen verschiedener Troubadoure wurde er verherrlicht. Der Troubadour Gaucelm Faidit gehörte zu seinen Begleitern beim Kreuzzug. Er schilderte ausführlich die Heldentaten im Heiligen Land und sang in seiner Totenklage überschwänglich, dass an Richard weder Karl noch Artus herangereicht hätten. Kritische Stimmen sind selten. Für Gerald von Wales war der plötzliche Tod des Monarchen die göttliche Strafe dafür, dass er die Freiheiten der Kirche durch schwere materielle Belastungen geschmälert und damit eine Tyrannei auf der Insel ausgeübt habe. Die vermeintliche Vernachlässigung des Inselreiches durch Richards ständige Abwesenheit wurde von den Zeitgenossen jedoch nicht kritisiert, sondern erst von den Historikern des 19. Jahrhunderts getadelt.
Die angevinischen Herrscher hatten für die Legitimation ihrer Dynastie keine eigenen Mythen und Ideologien. Da ihre Herkunft auf Wilhelm den Eroberer zurückgeht, konnten sie sich weder auf die alten englischen Könige noch auf die Karolinger berufen. Als Alternative betonten sie vor allem ritterliche Ideale. Schon zu Lebzeiten förderte Richard die Legendenbildung um sein Leben und seine Taten. Im Gegensatz zu seinem Vater ging es Richard jedoch weniger um eine Verherrlichung der Dynastie als um die Glorifizierung seiner eigenen Person. Dabei stellte er sich bewusst in die Tradition des sagenumwobenen Königs Artus. Nach seinem Biographen Roger von Howden befand sich mit Excalibur das legendäre Schwert dieses Königs in Richards Besitz. Richard griff einen Mythos über seinen Vorfahren Fulko Nerra auf und ließ diesen bereits 1174 am Hof verbreiten. Fulkos Frau war unbekannter Herkunft. Bei einem erzwungenen Besuch eines Gottesdienstes entpuppte sie sich als teuflisches Wesen. Mit dieser Legende hob Richard das Unheimliche und Bedrohliche in der Geschichte seiner Familie gegenüber den eigenen Untertanen hervor.
In der deutschsprachigen Literatur des Hochmittelalters hatte Richard ebenfalls einen hervorragenden Ruf. Walther von der Vogelweide kritisierte die mangelnde Herrschertugend der Freigebigkeit (milte) beim staufischen König Philipp von Schwaben. Ihm galten als Vorbilder für richtiges Herrscherverhalten Saladin und Richard Löwenherz (den von Engellant). In den Carmina Burana, einer wohl um 1230 im südlichen deutschen Sprachraum entstandenen Liedersammlung, wird in einer Strophe, die von einer Frau gesungen wurde, vom chunich von Engellant geschwärmt. Für ihn würde sie auf allen Besitz verzichten, wenn denn der chunich von Engellant in ihren Armen liegen würde. Hinter dem chunich von Engellant wird in der Forschung Richard Löwenherz vermutet. Bereits der erste mittelalterliche Korrektor änderte im 14. Jahrhundert die Passage ab und überschrieb sie mit die chunegien, womit wohl auf Richards Mutter Eleonore angespielt wurde.
Auch seine Feinde bewunderten Richard. Trotz des Massakers von Akkon wurde er von muslimischer Seite gelobt. John Gillingham konnte anhand von drei arabischen Chronisten aus dem engsten Umkreis Saladins zeigen, dass sie Richard mit Achtung und Respekt würdigten. Nach dem Historiker Ibn al-Athīr war Richard die herausragendste Persönlichkeit seiner Zeit hinsichtlich Tapferkeit, List, Standhaftigkeit und Widerstandskraft. Wilhelm der Bretone meinte, dass England niemals einen besseren Herrscher gehabt hätte, wenn Richard gegenüber dem französischen König angemessenen Respekt gezeigt hätte.

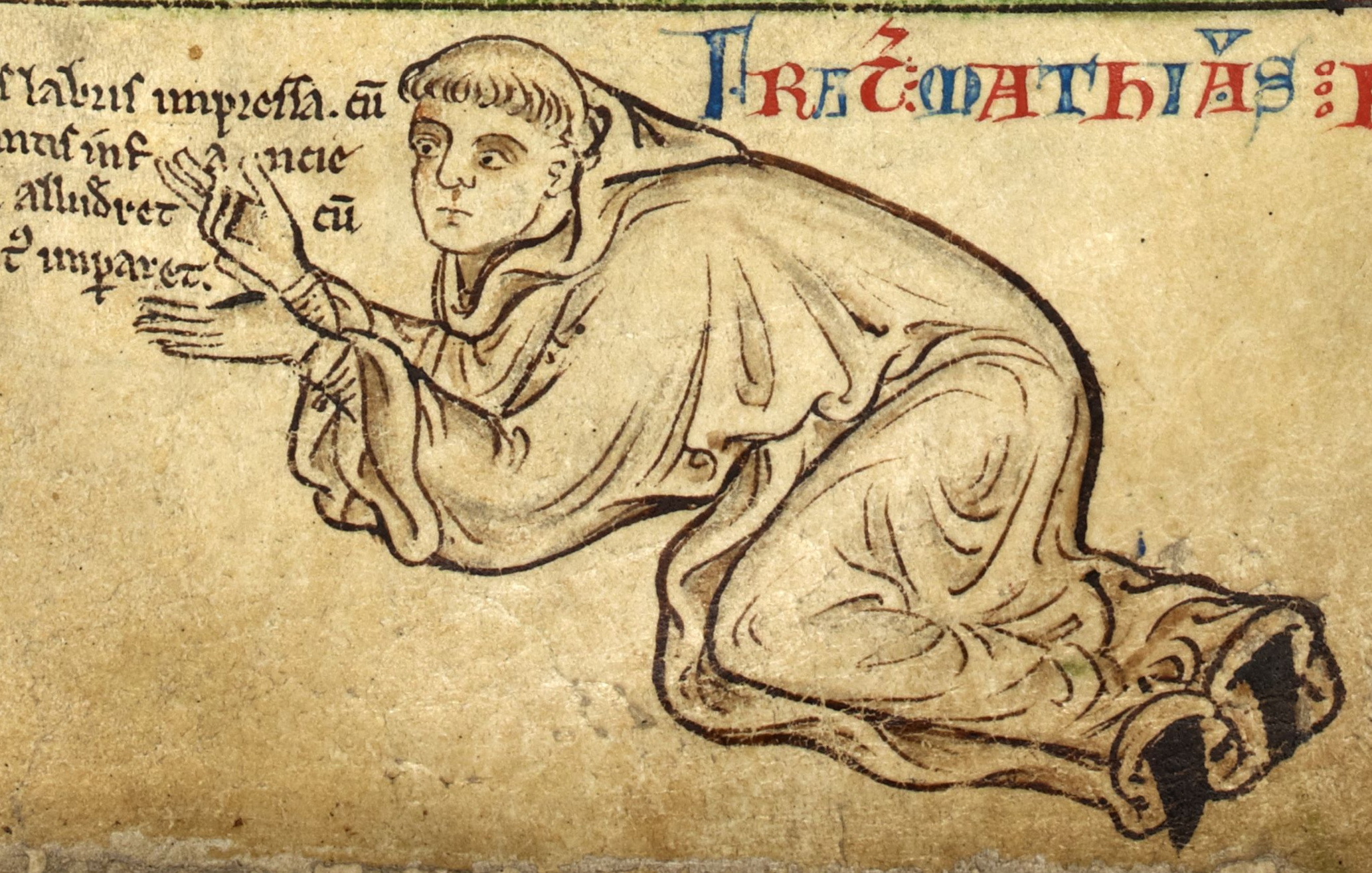
Selbstporträt des Chronisten Matthäus Paris, seiner Historia Anglorum vorangestellt, in der Handschrift London, British Library, Royal MS 14 C VII, fol. 6r.

Richard Löwenherz galt schon bald nach seinem Tod als Maßstab für andere Könige und wurde „Staunen der Welt“ (stupor mundi) genannt. In einem anonymen Panegyrikus wurde Edward I., der 1272 englischer König wurde, als neuer Richard (novus Ricardus) gepriesen. Nach Ranulf Higden, dem englischen Chronisten des 14. Jahrhunderts, bedeutete Richard den Engländern das Gleiche wie Alexander den Griechen, Augustus den Römern und Karl der Große den Franzosen. Matthäus Paris, Mönch im Kloster St. Albans, war der Verfasser einer großen Chronik (Chronica majora). Er schreibt Richard Löwenherz die Großherzigkeit als Eigenschaft zu. Margaret Greaves konnte zeigen, dass das Beispiel des großherzigen Richard Löwenherz in der englischen Literatur bis ins 17. Jahrhundert ein Topos bleibt.
Um 1260 tauchte erstmals das Blondel-Motiv auf. Nach der Sage begab sich Blondel während Richards Gefangenschaft auf die Suche nach dem inhaftierten Herrscher. Er zog singend durch die Lande und verbrachte einen ganzen Winter als Sänger auf einer Burg. Zum Osterfest fand er durch die erste Strophe eines mit Richard gemeinsam komponierten Liedes die Aufmerksamkeit des Herrschers. Richard gab sich durch den Gesang der zweiten Strophe zu erkennen. Blondel reiste daraufhin nach England. Nach einer Fassung veranlasste er dort den Beginn der Verhandlungen der englischen Barone zur Freilassung des Königs, nach einer anderen Version initiierte er sie selbst. Zu der historisch nachweisbaren Person Blondel de Nesle gibt es keinerlei persönliche Beziehungen. Das Blondel-Motiv wurde bis weit in das 19. Jahrhundert vielfältig literarisch verarbeitet.

### Frühe Neuzeit
Der schottische Chronist John Major ordnete die Geschichten um Robin Hood in seiner 1521 erschienenen lateinischen Geschichte Britanniens (Historia majoris Britanniae) in Richards Zeit ein. Erzählungen um Robin Hood hatten seit dem 13. Jahrhundert kursiert. John Majors Einordnung Robin Hoods als Zeitgenosse von Richard Löwenherz war genauso spekulativ wie die seiner Vorgänger, setzte sich jedoch langfristig durch. Im Drama The Downfall of Robert Earle of Huntington von Anthony Munday aus dem Jahr 1598 musste der edle Räuber während der Tyrannei Johann Ohnelands als Geächteter in die Wälder gehen. Nach der Rückkehr vom Kreuzzug stellte Richard Löwenherz als strahlender Held die Ordnung wieder her.
Bis in das 17. Jahrhundert blieb das Bild Richards als Ideal des abendländischen Königs und vorbildlichen Kreuzfahrers vorherrschend. Raphael Holinshed (1578) zufolge war Richard „ein bemerkenswertes Beispiel für alle Prinzen“ („a notable example to all princes“). Für John Speed (1611) war Richard der „triumphierende und leuchtende Stern der Ritterlichkeit“ („this triumphal and bright shining star of chivalry“).

### Moderne

#### Öffentliche Würdigungen

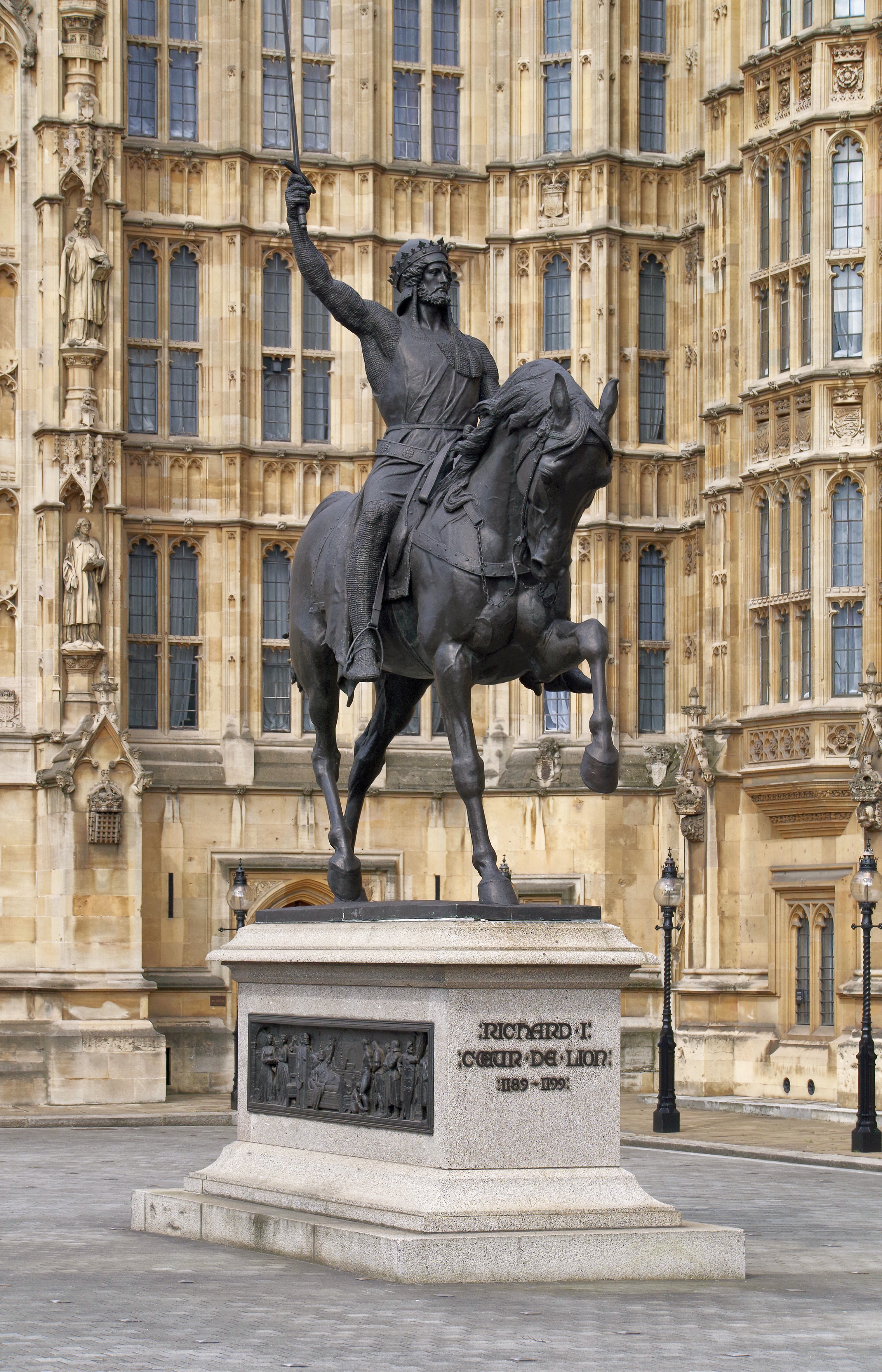
Die Statue Richards von Carlo Marochetti vor den Houses of Parliament

Deutsche Dichter trugen maßgeblich dazu bei, dass sich der Mythos um Richard Löwenherz in der Neuzeit fortsetzte. Georg Friedrich Händel (1727) und Georg Philipp Telemann (1729) komponierten Opern zu diesem Thema. In der deutschen Romantik wurde Richard Löwenherz zu einem Freiheitssymbol verklärt. Größere Bekanntheit erreichten auch Heinrich Heines Gedicht im Romanzero (1851) und Johann Gabriel Seidls Text (Blondels Lied) in der Vertonung durch Robert Schumann (1842). Maßgeblich hat das Bild Robin Hoods und des englischen Königs Sir Walter Scotts Ivanhoe (1819) für die kommenden Jahrzehnte geprägt. Ivanhoe wurde im 19. Jahrhundert in zwölf Sprachen übersetzt, und es existieren 30 Theaterfassungen. In Ivanhoe kämpft Robin Hood auf angelsächsischer Seite gegen die normannischen Besatzer und ihren König Richard Löwenherz. In seinem 1825 veröffentlichten Roman Tales of the Crusaders rückte Scott den englischen König in den Mittelpunkt des Geschehens. Eleanor Anne Porden, Benjamin Disraeli, William Wordsworth und Francis Turner Palgrave setzten die Verherrlichung in ihren Werken fort.
Die Geschichte vom Sänger Blondel fand im 19. Jahrhundert eine Vielzahl an Bearbeitungen, darunter Opern wie Il Blondello (Il suddito essemplaro), Il Blondello (Riccardo cuor di Leone), Richard und Blondel, Il Blondello oder Blondel. In der späteren Rezeption des Blondel-Motivs trat die Person Richards gegenüber Elementen wie unverbrüchliche Treue und Freundschaft zurück.
Die beginnende Industrialisierung in England brachte neben Belastungen für die Umwelt auch soziale Umwälzungen mit sich. In der Literatur und Kunst wurde das Mittelalter als Gesellschafts- und Lebensform idealisiert. Im Gemälde Robin Hood and his Merry Men von Daniel Maclise lassen sich Kreuzritter und Räuber unter Kastanien und Eichen zu Speisen und Trank nieder.
Richard Löwenherz wurde spätestens seit dem 19. Jahrhundert zu einer Symbolfigur nationaler Größe. Im Krimkrieg stand England in Konkurrenz mit Frankreich und Russland um die Vorherrschaft im östlichen Mittelmeer und um Einfluss im osmanischen Reich. Der englische König Richard Löwenherz erschien durch seine Heldentaten im Heiligen Land als geeignete Identifikationsfigur für Englands Streben nach Vorrangstellung. Im Jahr 1853 wurde vorgeschlagen, Richards sterbliche Überreste von Fontevraud nach England zu überführen. Im Ersten Weltkrieg wurde das Vorgehen der britischen Armee im Nahen Osten unter General Edmund Allenby und die Einnahme Jerusalems mit Richard Löwenherz in Verbindung gebracht und als „last crusade“ (letzter Kreuzzug) bezeichnet.
Die Idealisierung setzte sich auch in der Kunst und Architektur fort. Der italienische Bildhauer Baron Carlo Marochetti schuf ein großes Reiterstandbild. Die Statue war ursprünglich für die Londoner Weltausstellung von 1851 vorgesehen und wurde 1860 vor den Houses of Parliament aufgestellt. Die Herrscherheroisierung stieß allerdings bereits bei den Zeitgenossen auf herbe Kritik. Im Zweiten Weltkrieg wurde die Statue bei einem deutschen Bombenangriff 1940 beschädigt. Das in die Luft gereckte Schwert wurde zwar verbogen, zerbrach jedoch nicht. Radiosendungen nahmen dies zum Anlass, anhand der Figur Richards die Moral der Bevölkerung aufrechtzuerhalten. Richard wurde zu einem Symbol für die Stärke der Demokratie. Erst als sich das Kriegsgeschehen zugunsten der Alliierten wandelte, stellte im Oktober 1943 ein Abgeordneter den Antrag, das Schwert zu richten. Nach dem Urteil von Winston Churchill aus dem Jahr 1956 war Richard würdig, mit König Artus und den anderen ehrwürdigen Rittern einen Platz an der Tafelrunde einzunehmen.
Im 20. Jahrhundert wurde der Stoff von Richards Leben auch in Comic und Film verarbeitet, wie in Cecil B. DeMilles Kreuzritter – Richard Löwenherz (1935), jedoch trat seine Figur hinter der von Robin Hood zurück. In den Filmen wird Richard als vielgestaltige Figur rezipiert: als Kriegsheld, Kriegsverbrecher, Retter Englands, Kämpfer für Gerechtigkeit oder liebender Sohn. Als trinkfreudiger, übergewichtiger und stets lachender König tritt Richard Löwenherz im Film Robin Hood (1922) auf. In den Filmen Robin Hood – König der Diebe (1991) und Helden in Strumpfhosen (1993) wird Richard als gütige Vaterfigur porträtiert. In beiden Filmen spielt er nur eine untergeordnete Rolle. Auch im erfolgreichen Blockbuster Königreich der Himmel von Ridley Scott (2005) hat Richard einen kurzen Auftritt. Der Film Der Löwe im Winter (Regie Anthony Harvey, GB/USA 1968) nach dem Theaterstück von James Goldman hatte wesentlichen Anteil daran, die Vorstellung zu festigen, Richard Löwenherz sei homosexuell gewesen. Richard Lesters Film Robin und Marian (mit Sean Connery und Audrey Hepburn, 1976) zeigt Richard als narzisstischen Tyrannen, der zu Beginn des Films stirbt. Im Film Robin Hood (2010) ist Richard ein zynischer und unbarmherziger Psychopath. Die Filmhandlung beginnt mit der Belagerung der Burg Chalus. Robin, gespielt von Russell Crowe, erinnert König Richard an das Massaker in Akkon und wird daraufhin gefangen gesetzt. Er kann sich jedoch befreien, als der König bei der Belagerung fällt.
In den letzten Jahrzehnten fand, wie Dieter Berg feststellt, eine „Trivialisierung und Kommerzialisierung“ von Richard Löwenherz in der Öffentlichkeit statt. Der mittelalterliche Herrscher wurde in Computerspielen verarbeitet, fungierte als Namensgeber für Camembert-Käse (Coeur de Lion) oder für einen Calvados in der Normandie (Coeur de Lion). Dabei tritt die historische Persönlichkeit des englischen Königs gegenüber der zeitgenössischen Vermarktung zurück. In Annweiler wurde 800 Jahre nach der Gefangennahme des Königs 1993 eine kleine Löwenherz-Ausstellung organisiert. Eine Sonderabfüllung mit Riesling Spätlese wurde dabei nach dem englischen König benannt.

#### Forschungsgeschichte
Die Geschichtsschreibung sah in Richard seit dem 17. Jahrhundert überwiegend den „bad king“. Diese negative Sichtweise verbreitete sich zunächst in allgemeineren Darstellungen zur Geschichte Englands. Richards Vernachlässigung des englischen Reichs wurde etwa durch Samuel Daniel kritisiert, der 1621 die großen finanziellen Belastungen des Reichs durch Richard hervorhob, sowie durch Winston Churchill den Älteren, der Richard als egozentrische Persönlichkeit beschrieb. Seit dem 18. Jahrhundert ging in protestantischen Kreisen Englands die Verurteilung der mittelalterlichen Kreuzzüge mit heftiger Kritik an der katholischen Kirche einher. David Hume kritisierte 1786 die Kreuzzüge und die militärischen Gräuel, die Richard als Kreuzfahrer zu verantworten habe.
Die kritische Sichtweise in der Geschichtsschreibung wurde seit dem ausgehenden 19. Jahrhundert vor allem von William Stubbs entscheidend beeinflusst. Für ihn war Richard „a bad son, a bad husband, a selfish ruler, and a vicious man“ („ein schlechter Sohn, ein schlechter Gatte, ein selbstsüchtiger Herrscher und ein lasterhafter Mann“). Ihm sei es nur um das Kriegführen und um die Verherrlichung seiner eigenen Person gegangen. Die Tyrannei seines Bruders Johann sei die Konsequenz von Richards Herrschaft. Diese ablehnende Position blieb in der gesamten wissenschaftlichen Literatur im 19. Jahrhundert vorherrschend. In der Darstellung von James Henry Ramsay von 1903 war Richard ein „simple Frenchman“. Er kritisierte die Missachtung Englands in Richards politischem Wirken. Die rücksichtslose Ausbeutung und Vernachlässigung des Inselreiches und der Egozentrismus des Monarchen wurden auch von den nachfolgenden Historikern wie Kate Norgate (1924) hervorgehoben.
Auch nach dem Zweiten Weltkrieg blieb die Beurteilung Richards als verantwortungsloser und egoistischer Monarch vorherrschend, wie die einflussreichen Handbuchdarstellungen seit den 1950er Jahren von Frederick Maurice Powicke und Austin Lane Poole zeigen. Er wurde vielfach sogar als einer der schlechtesten Herrscher Englands überhaupt angesehen. Der einflussreiche Erforscher der Kreuzzugsgeschichte Steven Runciman lobte zwar seine militärischen Fähigkeiten („gallant and splendid soldier“), jedoch war Richard auch für ihn „a bad son, a bad husband and a bad king“ (ein schlechter Sohn, ein schlechter Ehemann und ein schlechter König). Nach dem Zweiten Weltkrieg wurde ihm außerdem Homosexualität und ein homoerotisches Verhältnis mit dem Sänger Blondel unterstellt. Die Homosexualität Richards vertrat 1948 als erster Historiker John Harvey in seinem weit verbreiteten Werk The Plantagenets. Wenige Jahre später wurde dieses Motiv in der populärwissenschaftlichen Literatur und in Spielfilmen verarbeitet, etwa von Gore Vidal oder Norah Lofts.
In den 1980er Jahren kam es zu einer Revision der negativen Beurteilung. Vor allem die grundlegenden Arbeiten von John Gillingham hatten daran maßgeblichen Anteil. Seine 1999 veröffentlichte Biographie gilt als Standardwerk. Zur Legende wurde Richard demnach durch seine kriegerischen Eigenschaften. Für Gillingham war Richard Löwenherz nach mittelalterlichen Maßstäben geradezu ein idealer Monarch. Er erklärte ihn zu einem der besten Monarchen Englands überhaupt. Eine Vielzahl an Detailstudien und weitere Biographien setzten die Tendenz zu einer positiveren Sichtweise fort („lionizing Lionheart“). Nach der Biographie von Ulrike Kessler (1995) war der englische König kein politisch verantwortungsloser Herrscher, sondern ein Meister politischer Taktik. Aus Anlass des 800. Todesjahres von Richard Löwenherz fand 1999 im aquitanischen Thouars eine internationale Tagung über Hof und höfisches Leben zur Zeit Heinrichs II. und seiner Söhne statt. Die Akten der Tagung wurden von Martin Aurell 2000 herausgegeben. Jean Flori legte 1999 eine Biographie Richards vor. Er untersuchte, inwieweit Richard für seine Zeitgenossen dem Ideal eines ritterlichen Königs entsprach.
Dieter Berg legte 2007 die grundlegende Darstellung in deutscher Sprache vor. Er knüpfte in seiner Biographie wiederum an die negativen Urteile der älteren Forschung an. Berg wählte für seine Darstellung „bewußt kein(en) ausschließlich biographische(n) Zugang“, sondern beabsichtigte eine Würdigung Richards „im gesamteuropäischen Kontext“. Für ihn war Richard hauptverantwortlich für den „Fehlschlag des Dritten Kreuzzuges“. Er sei unfähig gewesen, die strukturellen Defizite des angevinischen Reichs „infolge des Fehlens einheitlicher Herrschafts- und Verwaltungseinrichtungen in den disparaten Reichsteilen“ zu lösen. Außerdem habe seine Finanzpolitik verheerende Auswirkungen gehabt. Die sehr unterschiedlichen Urteile in der Forschung erklären sich wohl aus der Verschiedenheit der Blickwinkel und der Einschätzung der zeitgenössischen Quellen.
Das Historische Museum der Pfalz richtete von September 2017 bis April 2018 mit Richard Löwenherz: König – Ritter – Gefangener erstmals seit 25 Jahren wieder eine Landesausstellung aus. Bis dahin hatte kein Museum auf dem europäischen Festland Richard mit einer Sonderausstellung gewürdigt.